# Liga Europa de la UEFA 2019-20
La Liga de Europa de la UEFA 2019-20 fue la 49.ª edición de la competición. El campeón Sevilla jugó la Supercopa de Europa 2020 contra el Bayern Múnich, campeón de la Liga de Campeones de la UEFA 2019-20. Además se clasificó para la fase de grupos de la Liga de Campeones de la UEFA 2020-21 y participará en la Copa Mundial de Clubes de la FIFA 2021.
La sede de la final era en Polonia, más específicamente en el Arena Gdansk, sin embargo por la pandemia del COVID-19 tras la reanudación, todos los partidos se han jugado a puertas cerradas. Los últimos partidos disputados con presencia de público en las tribunas fueron Rangers vs Bayer Leverkusen en Escocia; e Istanbul Basaksehir vs FC Copenhagen en Turquía el día 12 de marzo de 2020 por la instancia de octavos de final.
El equipo español Sevilla Fútbol Club ganó su sexto título, alejándose aún más de los 3 logrados por el propio finalista italiano Inter de Milán y estableciendo un récord de títulos que no ha podido ser igualado hasta la fecha. Con este título, los equipos españoles han ganado 7 de las últimas 11 ediciones de este torneo. (4 de Sevilla y 3 de Atlético Madrid)

## Asignación de equipos por asociación
Un total de 215 equipos de las 55 asociaciones miembro de la UEFA se esperan que participen en la Liga Europa de la UEFA 2019-20. La clasificación por asociación basada en los coeficientes de país de la UEFA se usa para determinar el número de equipos participantes para cada asociación.
- Las asociaciones 1–51 (excepto Liechtenstein) tienen tres equipos clasificados cada una.
- Las asociaciones 52–54 tienen dos equipos clasificados cada una.
- Liechtenstein y Kosovo (asociación 55) tienen cada una un equipo clasificado (Liechtenstein organiza solo una copa doméstica, sin liga doméstica; Kosovo por decisión del Comité Ejecutivo de la UEFA).[2]
- Además, 57 equipos eliminados de la Liga de Campeones de la UEFA 2019–20 serán transferidos a la Liga Europa.

## Países que participan
Para la Liga Europa 2019-20, a las asociaciones se les asignan plazas de acuerdo con sus coeficientes de país de la UEFA 2018, que toma en cuenta su desempeño en las competiciones europeas de 2013-14 a 2017-18.
Además de la asignación basada en los coeficientes del país, las asociaciones pueden tener equipos adicionales participando en la Liga Europa, como se indica a continuación:
| Clasif. | Asociación           | Coef.   | Equipos | Notas |
| ------- | -------------------- | ------- | ------- | ----- |
| 1       | España               | 106.998 | 3       |       |
| 2       | Inglaterra           | 79.605  | 3       |       |
| 3       | Italia               | 76.249  | 3       |       |
| 4       | Alemania             | 71.427  | 3       |       |
| 5       | Francia              | 56.415  | 3       |       |
| 6       | Rusia                | 53.382  | 3       |       |
| 7       | Portugal             | 47.248  | 3       |       |
| 8       | Ucrania              | 41.133  | 3       |       |
| 9       | Bélgica              | 38.500  | 3       |       |
| 10      | Turquía              | 35.800  | 3       |       |
| 11      | Austria              | 32.850  | 3       |       |
| 12      | Suiza                | 30.200  | 3       |       |
| 13      | República Checa      | 30.175  | 3       |       |
| 14      | Países Bajos         | 29.749  | 3       |       |
| 15      | Grecia               | 28.600  | 3       |       |
| 16      | Croacia              | 26.000  | 3       |       |
| 17      | Dinamarca            | 25.950  | 3       |       |
| 18      | Israel               | 21.750  | 3       |       |
| 19      | Chipre               | 21.550  | 3       |       |
| 20      | Rumania              | 20.450  | 3       |       |
| 21      | Polonia              | 20.125  | 3       |       |
| 22      | Suecia               | 19.975  | 3       |       |
| 23      | Azerbaiyán           | 19.125  | 3       |       |
| 24      | Bulgaria             | 19.125  | 3       |       |
| 25      | Serbia               | 18.750  | 3       |       |
| 26      | Escocia              | 18.625  | 3       |       |
| 27      | Bielorrusia          | 18.625  | 3       |       |
| 28      | Kazajistán           | 18.125  | 3       |       |
| 29      | Noruega              | 17.425  | 3       |       |
| 30      | Eslovenia            | 14.500  | 3       |       |
| 31      | Liechtenstein        | 13.000  | 1       |       |
| 32      | Eslovaquia           | 12.125  | 3       |       |
| 33      | Moldavia             | 10.000  | 3       |       |
| 34      | Albania              | 8.500   | 3       |       |
| 35      | Islandia             | 8.250   | 3       |       |
| 36      | Hungría              | 8.125   | 3       |       |
| 37      | Macedonia del Norte  | 7.500   | 3       |       |
| 38      | Finlandia            | 6.900   | 3       |       |
| 39      | Irlanda              | 6.700   | 3       |       |
| 40      | Bosnia y Herzegovina | 6.625   | 3       |       |
| 41      | Letonia              | 5.625   | 3       |       |
| 42      | Estonia              | 5.500   | 3       |       |
| 43      | Lituania             | 5.375   | 3       |       |
| 44      | Montenegro           | 5.000   | 3       |       |
| 45      | Georgia              | 5.000   | 3       |       |
| 46      | Armenia              | 4.875   | 3       |       |
| 47      | Malta                | 4.500   | 3       |       |
| 48      | Luxemburgo           | 4.375   | 3       |       |
| 49      | Irlanda del Norte    | 4.250   | 3       |       |
| 50      | Gales                | 3.875   | 3       |       |
| 51      | Islas Feroe          | 3.750   | 3       |       |
| 52      | Gibraltar            | 3.000   | 2       |       |
| 53      | Andorra              | 1.331   | 2       |       |
| 54      | San Marino           | 0.499   | 2       |       |
| 55      | Kosovo               | 0.000   | 1       |       |

### Distribución de equipos por asociaciones
|                                           |                                           | Equipos que entran en esta fase | Equipos que provienen de la fase anterior                                                                            | Equipos transferidos de la Liga de Campeones |
| ----------------------------------------- | ----------------------------------------- | --- | --- | --- |
| Ronda Preliminar (16 equipos)             | Ronda Preliminar (16 equipos)             | - 6 ganadores de copa nacionales de asociaciones 50-55 - 6 subcampeones de la liga nacional de las asociaciones 49-54 - 4 equipos de tercer nivel de la liga doméstica de asociaciones 48-51 | | |
| Primera Ronda Clasificatoria (94 equipos) | Primera Ronda Clasificatoria (94 equipos) | - 25 ganadores de copa nacionales de asociaciones 25-49 - 30 subcampeones de la liga nacional de las asociaciones 18-48 (excepto Liechtenstein) - 31 equipos de tercer nivel de la liga local de las asociaciones 16-47 (excepto Liechtenstein) | - 8 ganadores de la ronda preliminar                                                                                 | |
| Segunda Ronda Clasificatoria              | Ruta de Campeones (20 equipos)            | | | - 17 perdedores de la primera ronda de clasificación de la Liga de Campeones - 3 perdedores de la ronda preliminar de la Liga de Campeones |
| Segunda Ronda Clasificatoria              | Ruta de Liga (74 equipos)                 | - 7 ganadores de copa nacionales de asociaciones 18-24 - 2 subcampeones nacionales de las asociaciones 16-17 - 3 equipos de tercer nivel de asociaciones nacionales de asociaciones 13-15 - 9 equipos de la liga doméstica cuartos de asociaciones 7-15 - 2 equipos de la liga doméstica, quinto clasificado de las asociaciones 5-6 (ganadores de la Copa de la Liga para Francia) - 4 equipos de sexta posición de la liga doméstica de las asociaciones 1-4 (ganadores de la Copa de la Liga para Inglaterra) | - 47 ganadores de la primera ronda de clasificación                                                                  | |
| Tercera Ronda Clasificatoria              | Ruta de Campeones (20 equipos)            | | - 10 ganadores de la segunda ronda de clasificación (Ruta de Campeones)                                              | - 10 perdedores en la segunda ronda de clasificación de la Liga de Campeones (Ruta de Campeones) |
| Tercera Ronda Clasificatoria              | Ruta de Liga (52 equipos)                 | - 5 ganadores de copa nacionales de asociaciones 13-17 - 6 equipos de tercer nivel de asociaciones nacionales de asociaciones 7-12 - 1 equipo de cuarta división de la liga doméstica de la asociación 6 | - 37 ganadores de la segunda ronda de clasificación (Ruta de la Liga)                                                | - 3 perdedores de la segunda ronda de clasificación de la Liga de Campeones (Ruta de la Liga) |
| Ronda de Play-Off                         | Ruta de Campeones (16 equipos)            | | - 10 ganadores de la tercera ronda de clasificación (Ruta de Campeones)                                              | - 6 perdedores de la tercera ronda de clasificación de la Liga de Campeones (Ruta de Campeones) |
| Ronda de Play-Off                         | Ruta de Liga (26 equipos)                 | | - 26 ganadores de la tercera ronda de clasificación (Ruta de la Liga)                                                | |
| Fase de grupos (48 equipos)               | Fase de grupos (48 equipos)               | - 12 ganadores de copa nacionales de las asociaciones 1-12 - 1 equipo de cuarta división de la liga doméstica de la asociación 5 - 4 equipos de quinto rango de la liga doméstica de las asociaciones 1-4 | - 8 ganadores de la ronda de play-offs (Ruta de Campeones) - 13 ganadores de la ronda de play-offs (Ruta de la Liga) | - 4 perdedores en la ronda de play-off de la Liga de Campeones (Ruta de Campeones) - 2 perdedores de la ronda de play-off de la Liga de Campeones (Ruta de la Liga) - 4 perdedores de la tercera ronda de clasificación de la Liga de Campeones (Ruta de la Liga) |
| Fase Eliminatoria (32 equipos)            | Fase Eliminatoria (32 equipos)            | | - 12 ganadores de grupo de la etapa de grupo - 12 subcampeones del grupo de la etapa de grupo                        | - 8 equipos en tercer lugar de la fase de grupos de la Champions League |

## Equipos participantes
- CC: Campeón de copa
- CCL: Campeón de Copa de la Liga
- TR: Ganador de temporada regular
- PO: Ganador de Play-Off
- LC: Procedente de la Liga de Campeones
  - FG: Tercero en Fase de Grupos
  - PO: Perdedor de la Ronda de Play-Off
  - 3R: Perdedor de la Tercera ronda previa
  - 2R: Perdedor de la Segunda ronda previa
  - 1R: Perdedor de la Primera ronda previa
  - RP: Perdedor de la Ronda preliminar

| Dieciseisavos de final         | Dieciseisavos de final     | Dieciseisavos de final      | Dieciseisavos de final       |
| ------------------------------ | -------------------------- | --------------------------- | ---------------------------- |
| Ajax (LC FG)                   | Red Bull Salzburgo (LC FG) | Benfica (LC FG)             | Inter de Milán (LC FG)       |
| Shakhtar Donetsk (LC FG)       | Brujas (LC FG)             | Olympiacos (LC FG)          | Bayer Leverkusen (LC FG)     |
| Fase de grupos                 |                            |                             |                              |
| Getafe (5.º)                   | Wolfsburgo (6.º)           | Beşiktaş (3.º)              | CFR Cluj (LC PO)             |
| Sevilla (6.º)                  | Rennes (CC)                | Wolfsberger (3.º)           | APOEL Nicosia (LC PO)        |
| Arsenal (5.º)                  | Saint-Étienne (4.º)        | Lugano (3.º)                | Porto (LC R3)                |
| Manchester United (6.º)        | CSKA Moscú (4.º)           | Rosenborg (LC PO)           | Dinamo de Kiev (LC R3)       |
| Lazio (CC)                     | Sporting de Lisboa (CC)    | Krasnodar (LC PO)           | Istanbul Başakşehir (LC R3)  |
| Roma (6.º)                     | Oleksandria (3.º)          | Young Boys (LC PO)          | Basilea (LC R3)              |
| Borussia Mönchengladbach (5.º) | Standard Lieja (3.º)       | LASK (LC PO)                |                              |
| Ronda de Play-Off              |                            |                             |                              |
| Ruta de Campeones              | Ruta de Campeones          | Ruta de Campeones           | Ruta de Liga                 |
| PAOK Salónica (LC R3)          | Celtic (LC R3)             | Copenhague (LC R3)          |                              |
| Maribor (LC R3)                | Qarabağ (LC R3)            | Ferencváros (LC R3)         |                              |
| Tercera ronda clasificatoria   |                            |                             |                              |
| Ruta de Campeones              | Ruta de Campeones          | Ruta de Liga                | Ruta de Liga                 |
| Maccabi Tel Aviv (LC R2)       | Nõmme Kalju (LC R2)        | Spartak de Moscú (5.º)      | Feyenoord (3.º)              |
| AIK (LC R2)                    | Sutjeska (LC R2)           | Sporting Braga (4.º)        | AEK Atenas (3.º)             |
| BATE Borisov (LC R2)           | Saburtalo Tbilisi (LC R2)  | Mariupol (4.º)              | HNK Rijeka (CC)              |
| HJK (LC R2)                    | Valletta (LC R2)           | Royal Antwerp (4.º)         | Midtjylland (CC)             |
| Dundalk (LC R2)                | The New Saints (LC R2)     | Trabzonspor (4.º)           | Bnei Yehuda (CC)             |
| Sarajevo (LC R1)               |                            | Austria Viena (4.º)         | Viktoria Plzeň (LC R2)       |
|                                |                            | Thun (4.º)                  | PSV Eindhoven (LC R2)        |
| Sparta Praga (3.º)             |                            |                             |                              |
| Segunda ronda clasificatoria   |                            |                             |                              |
| Ruta de Campeones              | Ruta de Campeones          | Ruta de Liga                | Ruta de Liga                 |
| Shkëndija (LC R1)              | Linfield (LC R1)           | Espanyol (7.º)              | AZ Alkmaar (4.º)             |
| Sūduva Marijampolė (LC R1)     | Valur (LC R1)              | Wolverhampton (7.º)         | Utrecht (PO)                 |
| Ararat-Armenia (LC R1)         | Riga (LC R1)               | Torino (7.º)                | Atromitos (4.º)              |
| Astana (LC R1)                 | Feronikeli (LC R1)         | Eintracht Frankfurt (7.º)   | Aris Salónica (5.º)          |
| Ludogorets Razgrad (LC R1)     | HB (LC R1)                 | Racing Estrasburgo (CCL)    | NK Osijek (3.º)              |
| Sheriff Tiraspol (LC R1)       | Piast Gliwice (LC R1)      | Arsenal Tula (6.º)          | Esbjerg fB (3.º)             |
| F91 Dudelange (LC R1)          | Santa Coloma (LC RP)       | Vitória Guimarães (5.º)     | AEL Limassol (CC)            |
| Partizani (LC R1)              | Lincoln Red Imps (LC RP)   | Zarya Lugansk(5.º)          | Viitorul Constanța (CC)      |
| Slovan Bratislava (LC R1)      | Tre Penne (LC RP)          | Gent (5°)                   | Lechia Gdańsk (CC)           |
|                                |                            | Yeni Malatyaspor (5.º)      | BK Häcken (CC)               |
| Sturm Graz (PO)                | Gabala (CC)                |                             |                              |
| Lucerna (5.º)                  | Lokomotiv Plovdiv (CC)     |                             |                              |
| Jablonec (4.º)                 | Partizán (CC)              |                             |                              |
| Mladá Boleslav (PO)            |                            |                             |                              |
| Primera ronda clasificatoria   |                            |                             |                              |
| Hajduk Split (4.º)             | Dinamo Minsk (3.º)         | Breiðablik (2.º)            | Flora (3.º)                  |
| Brøndby (PO)                   | Vitebsk (4.º)              | KR (4.º)                    | Žalgiris (CC)                |
| Maccabi Haifa (2.º)            | Kairat (CC)                | MOL Fehérvár (CC)           | Riteriai (3.º)               |
| Hapoel Be'er Sheva (3.º)       | Tobol (3.º)                | Debrecen (3.º)              | Kauno Žalgiris (5.º)         |
| AEK Larnaca (2.º)              | Ordabasy (4.º)             | Honvéd (4.º)                | Budućnost Podgorica (CC)     |
| Apollon Limassol (3.º)         | Molde (2.º)                | Akademija Pandev (CC)       | Zeta (3.º)                   |
| Steaua de Bucarest (2.º)       | Brann (3.º)                | Shkupi (4.º)                | OFK Titograd Podgorica (4.º) |
| Universitatea Craiova (4.º)    | Haugesund (4.º)            | Makedonija GP (5.º)         | Torpedo Kutaisi (CC)         |
| Legia de Varsovia (2.º)        | Olimpija Ljubljana (CC)    | Inter Turku (CC)            | Dinamo Tbilisi (2.º)         |
| Cracovia (4.º)                 | Domžale (3.º)              | RoPS (2.º)                  | Chikhura Sachkhere (4.º)     |
| IFK Norrköping (2.º)           | Mura (4.º)                 | KuPS (3.º)                  | Alashkert (CC)               |
| Malmö (3.º)                    | Vaduz (CC)                 | Cork City (2.º)             | Pyunik (2.º)                 |
| Neftçi Bakú (2.º)              | Spartak Trnava (CC)        | Shamrock Rovers (3.º)       | Banants (3.º)                |
| Sabail (3.º)                   | DAC Dunajská Streda (2.º)  | St Patrick's Athletic (5.º) | Balzan (CC)                  |
| CSKA Sofía (2.º)               | Ružomberok (3.º)           | Zrinjski Mostar (2.º)       | Hibernians (2.º)             |
| Levski Sofia (PO)              | Milsami Orhei (2.º)        | Široki Brijeg (3.º)         | Gżira United (3.º)           |
| Radnički Niš (2.º)             | Petrocub-Hîncești (3.º)    | Radnik Bijeljina (5.º)      | Fola Esch (2.º)              |
| Čukarički (4.º)                | Speranța Nisporeni (4.º)   | Ventspils (2.º)             | Jeunesse Esch (3.º)          |
| Rangers (2.º)                  | Kukësi (CC)                | RFS (3.º)                   | Crusaders (CC)               |
| Kilmarnock (3.º)               | Teuta (3.º)                | Liepāja (4.º)               | Connah's Quay Nomads (2.º)   |
| Aberdeen (4.º)                 | Laçi (6.º)                 | Narva Trans (CC)            | B36 Tórshavn (CC)            |
| Shakhtyor Soligorsk (CC)       | Stjarnan (CC)              | FCI Levadia (2.º)           |                              |
| Ronda preliminar               |                            |                             |                              |
| Progrès Niedercorn (4.º)       | Cardiff MU (PO)            | St Joseph's (3.º)           | La Fiorita (2.º)             |
| Ballymena United (2.º)         | NSÍ Runavík (2.º)          | Engordany (CC)              | Pristina (2.º)               |
| Cliftonville (PO)              | KÍ Klaksvík (4.º)          | Sant Julià (2.º)            |                              |
| Barry Town United (3.º)        | Europa (CC)                | Tre Fiori (CC)              |                              |

Notas:

1. 1 2  Italia (ITA): Milan se clasificó para la fase de grupos de la Europa League como el quinto lugar de la Serie A 2018–19, pero fue declarado culpable de infringir las reglas del Fair Play Financiero y fue excluido de competir en competiciones europeas en la temporada 2019–20. Como resultado, el sexto equipo de la Serie A 2018–19, Roma, entrará en la fase de grupos en lugar de la segunda ronda de clasificación y la segunda plaza de clasificación se otorgará al séptimo equipo de la liga, Torino.

## Fase clasificatoria

### Ronda preliminar
En la ronda preliminar, los equipos se dividen en dos bombos según sus coeficientes de clubes de la UEFA. Los equipos que pertenecen a la misma asociación no pueden ser emparejados unos contra otros.
Se espera que un total de 14 equipos jueguen en la ronda preliminar.
| Equipo 1           | Agr.     | Equipo 2     | Ida | Vuelta |
| ------------------ | -------- | ------------ | --- | ------ |
| Progrès Niedercorn | (v.) 2–2 | Cardiff MU   | 1–0 | 1–2    |
| La Fiorita         | 1–3      | Engordany    | 0–1 | 1–2    |
| Sant Julià         | 3–6      | Europa       | 3–2 | 0–4    |
| Ballymena United   | 2–0      | NSÍ Runavík  | 2–0 | 0–0    |
| Pristina           | 1–3      | St. Joseph's | 1–1 | 0–2    |
| KÍ Klaksvík        | 9–1      | Tre Fiori    | 5–1 | 4–0    |
| Barry Town         | 0–4      | Cliftonville | 0–0 | 0–4    |

```
Notas 
```

1. ↑  Orden de partidos invertidos tras el sorteo.

### Primera ronda clasificatoria
Se espera que un total de 94 equipos jueguen en la primera ronda de clasificación: 87 equipos que entren en esta ronda y los siete ganadores de la ronda preliminar.
| Equipo 1              | Agr.         | Equipo 2              | Ida | Vuelta |
| --------------------- | ------------ | --------------------- | --- | ------ |
| Malmö                 | 11–0         | Ballymena United      | 7–0 | 4–0    |
| Connah's Quay Nomads  | 3–2          | Kilmarnock            | 1–2 | 2–0    |
| Breiðablik            | 1–2          | Vaduz                 | 0–0 | 1–2    |
| Brann                 | 3–4          | Shamrock Rovers       | 2–2 | 1–2    |
| KuPS                  | 3–1          | Vitebsk               | 2–0 | 1–1    |
| Ordabasy              | 3–0          | Torpedo Kutaisi       | 1–0 | 2–0    |
| Europa                | 0–3          | Legia de Varsovia     | 0–0 | 0–3    |
| Gżira United          | (v.) 3–3     | Hajduk Split          | 0–2 | 3–1    |
| Flora                 | 4–2          | Radnički Niš          | 2–0 | 2–2    |
| CSKA Sofía            | 4–0          | Titograd Podgorica    | 4–0 | 0–0    |
| Maccabi Haifa         | 5–2          | Mura                  | 2–0 | 3–2    |
| Debrecen              | 4–1          | Kukësi                | 3–0 | 1–1    |
| Jeunesse Esch         | (v.) 1–1     | Tobol                 | 0–0 | 1–1    |
| Steaua de Bucarest    | 4–1          | Milsami Orhei         | 2–0 | 2–1    |
| Čukarički             | 8–0          | Banants               | 3–0 | 5–0    |
| Crusaders             | 5–2          | B36 Tórshavn          | 2–0 | 3–2    |
| Brøndby               | 4–3          | Inter Turku           | 4–1 | 0–2    |
| St. Joseph's          | 0–10         | Rangers               | 0–4 | 0–6    |
| Cork City             | 2–3          | Progrès Niedercorn    | 0–2 | 2–1    |
| Molde                 | 7–1          | KR                    | 7–1 | 0–0    |
| Ružomberok            | 0–4          | Levski Sofía          | 0–2 | 0–2    |
| Akademija Pandev      | 0–6          | Zrinjski Mostar       | 0–3 | 0–3    |
| Zeta                  | 1–5          | Videoton              | 1–5 | 0–0    |
| Shakhtyor Soligorsk   | 2–0          | Hibernians            | 1–0 | 1–0    |
| Speranța Nisporeni    | 0–9          | Neftçi Bakú           | 0–3 | 0–6    |
| Olimpija Ljubljana    | 4–3          | RFS                   | 2–3 | 2–0    |
| Honvéd                | 4–2          | Žalgiris              | 3–1 | 1–1    |
| Radnik Bijeljina      | 2–2 (2:3 p.) | Spartak Trnava        | 2–0 | 0–2    |
| Fola Esch             | 2–4          | Chikhura Sachkhere    | 1–2 | 1–2    |
| Alashkert             | 6–1          | Makedonija GP         | 3–1 | 3–0    |
| Dinamo Tiflis         | 7–0          | Engordany             | 6–0 | 1–0    |
| Široki Brijeg         | 2–4          | Kairat                | 1–2 | 1–2    |
| Kauno Žalgiris        | 0–6          | Apollon Limassol      | 0–2 | 0–4    |
| Ventspils             | 3–1          | Teuta                 | 3–0 | 0–1    |
| DAC Dunajská Streda   | (v.) 3–3     | Cracovia              | 1–1 | 2–2    |
| Stjarnan              | (v.) 4–4     | FCI Levadia           | 2–1 | 2–3    |
| Cliftonville          | 1–6          | Haugesund             | 0–1 | 1–5    |
| Riteriai              | 1–1 (v.)     | KÍ                    | 1–1 | 0–0    |
| Liepāja               | 3–2          | Dinamo Minsk          | 1–1 | 2–1    |
| St Patrick's Athletic | 1–4          | Norrköping            | 0–2 | 1–2    |
| Aberdeen              | 4–2          | RoPS                  | 2–1 | 2–1    |
| Balzan                | 3–5          | Domžale               | 3–4 | 0–1    |
| Laçi                  | 1–2          | Hapoel Be'er Sheva    | 1–1 | 0–1    |
| Narva Trans           | 1–6          | Budućnost Podgorica   | 0–2 | 1–4    |
| Sabail                | 4–6          | Universitatea Craiova | 2–3 | 2–3    |
| Pyunik                | 5–4          | Shkupi                | 3–3 | 2–1    |
| AEK Larnaca           | 2–0          | Petrocub-Hîncești     | 1–0 | 1–0    |

```
Notas 
```

1. 1 2 3 4 5 6 7 8 9 10  Orden de partidos invertidos tras el sorteo.

### Segunda ronda clasificatoria
La segunda ronda de clasificación se divide en dos secciones separadas: Ruta de Campeones (para los campeones de la liga) y Ruta de Liga (para los ganadores de la copa y los no campeones de la liga).
Se espera que un total de 94 equipos jueguen en la segunda ronda de clasificación:    
74 equipos en la Ruta de Liga:    
- 27 que entran en esta ronda y 47 ganadores de la ronda  anterior   
20 equipos en la Ruta de Liga:   
- 17 perdedores de la 1.ª ronda de clasificación de la Liga de Campeones y    
-  3 perdedores de la ronda preliminar de la Liga de Campeones   
| Equipo 1          | Agr.     | Equipo 2           | Ida | Vuelta |
| ----------------- | -------- | ------------------ | --- | ------ |
| Sarajevo          | Exento   | N/A                | N/A | N/A    |
| Tre Penne         | 0–10     | Sūduva Marijampolė | 0–5 | 0–5    |
| Piast Gliwice     | 4–4 (v.) | Riga               | 3–2 | 1–2    |
| Partizani         | 1–2      | Sheriff Tiraspol   | 0–1 | 1–1    |
| Ararat-Armenia    | 4–1      | Lincoln Red Imps   | 2–0 | 2–1    |
| Valur             | 1–5      | Ludogorets Razgrad | 1–1 | 0–4    |
| Slovan Bratislava | 4–1      | Feronikeli         | 2–1 | 2–0    |
| Santa Coloma      | 1–4      | Astana             | 0–0 | 1–4    |
| HB                | 2–3      | Linfield           | 2–2 | 0–1    |
| Shkëndija         | 2–3      | F91 Dudelange      | 1–2 | 1–1    |

| Equipo 1             | Agr.         | Equipo 2              | Ida | Vuelta |
| -------------------- | ------------ | --------------------- | --- | ------ |
| Norrköping           | 3–0          | Liepāja               | 2–0 | 1–0    |
| Haugesund            | 3–2          | Sturm Graz            | 2–0 | 1–2    |
| Lechia Gdańsk        | 3–5 (t. s.)  | Brøndby               | 2–1 | 1–4    |
| Domžale              | 4–5          | Malmö                 | 2–2 | 2–3    |
| CSKA Sofía           | 1–1 (4:3 p.) | Osijek                | 1–0 | 0–1    |
| Hapoel Be'er Sheva   | 3–1          | Kairat                | 2–0 | 1–1    |
| AEK Larnaca          | 7–0          | Levski Sofia          | 3–0 | 4–0    |
| Videoton             | 1–2 (t. s.)  | Vaduz                 | 1–0 | 0–2    |
| Molde                | 3–1          | Čukarički             | 0–0 | 3–1    |
| Torino               | 7–1          | Debrecen              | 3–0 | 4–1    |
| Arsenal Tula         | 0–4          | Neftçi Bakú           | 0–1 | 0–3    |
| Legia de Varsovia    | 1–0          | KuPS                  | 1–0 | 0–0    |
| Qäbälä               | 0–5          | Dinamo Tbilisi        | 0–2 | 0–3    |
| Chikhura Sachkhere   | 1–6          | Aberdeen              | 1–1 | 0–5    |
| Lucerna              | 2–0          | KÍ                    | 1–0 | 1–0    |
| Espanyol             | 7–1          | Stjarnan              | 4–0 | 3–1    |
| Utrecht              | 2–3 (t.s.)   | Zrinjski Mostar       | 1–1 | 1–2    |
| Malatyaspor          | 3–2          | Olimpija Ljubljana    | 2–2 | 1–0    |
| Gent                 | 7–5          | Viitorul              | 6–3 | 1–2    |
| Rangers              | 2–0          | Progrès Niedercorn    | 2–0 | 0–0    |
| DAC Dunajská Streda  | 3–5          | Atromitos             | 1–2 | 2–3    |
| Pyunik               | 2–1          | Jablonec              | 2–1 | 0–0    |
| Flora                | 2–4          | Eintracht Frankfurt   | 1–2 | 1–2    |
| Budućnost Podgorica  | 1–4          | Zoryá Lugansk         | 1–3 | 0–1    |
| Ventspils            | 6–2          | Gżira United          | 4–0 | 2–2    |
| Racing Estrasburgo   | 4–3          | Maccabi Haifa         | 3–1 | 1–2    |
| Wolverhampton        | 6–1          | Crusaders             | 2–0 | 4–1    |
| Mladá Boleslav       | 4–3          | Ordabasy              | 1–1 | 3–2    |
| Aris Salónica        | 1–0          | AEL Limassol          | 0–0 | 1–0    |
| Shamrock Rovers      | 3–4 (t. s.)  | Apollon Limassol      | 2–1 | 1–3    |
| Jeunesse Esch        | 0–5          | Vitória Guimarães     | 0–1 | 0–4    |
| AZ Alkmaar           | 3–0          | Häcken                | 0–0 | 3–0    |
| Honvéd               | 0–0 (1:3 p.) | Universitatea Craiova | 0–0 | 0–0    |
| Alashkert            | 3–5          | Steaua de Bucarest    | 0–3 | 3–2    |
| Shakhtyor Soligorsk  | 2–0          | Esbjerg               | 2–0 | 0–0    |
| Lokomotiv Plovdiv    | (v.) 3–3     | Spartak Trnava        | 2–0 | 1–3    |
| Connah's Quay Nomads | 0–4          | Partizán              | 0–1 | 0–3    |

### Tercera ronda clasificatoria
La tercera ronda de clasificación se divide en dos secciones separadas: Ruta de Campeones (para los campeones de la liga) y Ruta de Liga (para los ganadores de la copa y los no campeones de la liga).
Se espera que un total de 72 equipos jueguen en la tercera ronda de clasificación.

#### Ruta de campeones
| Equipo 1           | Agr.     | Equipo 2           | Ida | Vuelta |
| ------------------ | -------- | ------------------ | --- | ------ |
| Sutjeska           | 3–5      | Linfield           | 1–2 | 2–3    |
| Maccabi Tel Aviv   | 2–4      | Sūduva Marijampolė | 1–2 | 1–2    |
| Ararat-Armenia     | 3–2      | Saburtalo Tbilisi  | 1–2 | 2–0    |
| Riga               | (v.) 3–3 | HJK                | 1–1 | 2–2    |
| Ludogorets Razgrad | 9–0      | The New Saints     | 5–0 | 4–0    |
| Sarajevo           | 1–2      | BATE Borísov       | 1–2 | 0–0    |
| F91 Dudelange      | 4–1      | Nõmme Kalju        | 3–1 | 1–0    |
| Astana             | 9–1      | Valletta           | 5–1 | 4–0    |
| Sheriff Tiraspol   | 2–3      | AIK                | 1–2 | 1–1    |
| Slovan Bratislava  | 4–1      | Dundalk            | 1–0 | 3–1    |

#### Ruta de Liga
| Equipo 1              | Agr.        | Equipo 2             | Ida | Vuelta |
| --------------------- | ----------- | -------------------- | --- | ------ |
| Norrköping            | 2–4         | Hapoel Be'er Sheva   | 1–1 | 1–3    |
| Torino                | 6–1         | Shakhtyor Soligorsk  | 5–0 | 1–1    |
| Royal Antwerp         | (v.) 2–2    | Viktoria Plzeň       | 1–0 | 1–2    |
| Austria Viena         | 2–5         | Apollon Limassol     | 1–2 | 1–3    |
| Feyenoord             | 5–1         | Dinamo Tbilisi       | 4–0 | 1–1    |
| Brøndby               | 3–7         | Sporting Braga       | 2–4 | 1–3    |
| Molde                 | 4–3 (t. s.) | Aris Salónica        | 3–0 | 1–3    |
| Lokomotiv Plovdiv     | 0–2         | Racing Estrasburgo   | 0–1 | 0–1    |
| Thun                  | 3–5         | Spartak de Moscú     | 2–3 | 1–2    |
| FCSB                  | 1–0         | Mladá Boleslav       | 0–0 | 1–0    |
| Pyunik                | 0–8         | Wolverhampton        | 0–4 | 0–4    |
| Midtjylland           | 3–7         | Rangers              | 2–4 | 1–3    |
| Mariupol              | 0–4         | AZ Alkmaar           | 0–0 | 0–4    |
| AEK Larnaca           | 1–4         | Gent                 | 1–1 | 0–3    |
| Legia de Varsovia     | 2–0         | Atromitos            | 0–0 | 2–0    |
| Haugesund             | 0–1         | PSV Eindhoven        | 0–1 | 0–0    |
| Rijeka                | 4–0         | Aberdeen             | 2–0 | 2–0    |
| Ventspils             | 0–9         | Vitória de Guimarães | 0–3 | 0–6    |
| Vaduz                 | 0–6         | Eintracht Frankfurt  | 0–5 | 0–1    |
| Partizán              | 3–1         | Malatyaspor          | 3–1 | 0–1    |
| Malmö                 | 3–1         | Zrinjski Mostar      | 3–0 | 0–1    |
| CSKA Sofía            | 1–2         | Zoryá Lugansk        | 1–1 | 0–1    |
| Neftçi Bakú           | 3–4         | Bnei Yehuda          | 2–2 | 1–2    |
| Lucerna               | 0–6         | Espanyol             | 0–3 | 0–3    |
| Sparta Praga          | 3–4         | Trabzonspor          | 2–2 | 1–2    |
| Universitatea Craiova | 1–3         | AEK Atenas           | 0–2 | 1–1    |

### Ronda de Play-Off
La ronda de play-off se divide en dos secciones separadas: Ruta de Campeones (para campeones de la liga) y Ruta de Liga (para ganadores de la copa y no campeones de la liga).
Se espera que un total de 42 equipos jueguen en la ronda de play-off.
| Equipo 1           | Agr.         | Equipo 2      | Ida | Vuelta |
| ------------------ | ------------ | ------------- | --- | ------ |
| Sūduva Marijampolė | 2–4          | Ferencváros   | 0–0 | 2–4    |
| Copenhague         | 3–2          | Riga          | 3–1 | 0–1    |
| Celtic             | 6–1          | AIK           | 2–0 | 4–1    |
| Ararat-Armenia     | 3–3 (4:5 p.) | F91 Dudelange | 2–1 | 1–2    |
| Ludogorets Razgrad | (v.) 2–2     | Maribor       | 0–0 | 2–2    |
| Linfield           | 4–4 (v.)     | Qarabağ       | 3–2 | 1–2    |
| Slovan Bratislava  | (v.) 3–3     | PAOK Salónica | 1–0 | 2–3    |
| Astana             | 3–2          | BATE Borisov  | 3–0 | 0–2    |

| Equipo 1           | Agr.       | Equipo 2            | Ida | Vuelta |
| ------------------ | ---------- | ------------------- | --- | ------ |
| Torino             | 3–5        | Wolverhampton       | 2–3 | 1–2    |
| AEK Atenas         | 3–3 (v.)   | Trabzonspor         | 1–3 | 2–0    |
| Legia de Varsovia  | 0–1        | Rangers             | 0–0 | 0–1    |
| Feyenoord          | 6–0        | Hapoel Be'er Sheva  | 3–0 | 3–0    |
| Steaua de Bucarest | 0–1        | Vitória Guimarães   | 0–0 | 0–1    |
| Gent               | 3–2        | Rijeka              | 2–1 | 1–1    |
| PSV Eindhoven      | 7–0        | Apollon Limassol    | 3–0 | 4–0    |
| Espanyol           | 5–3        | Zorya Lugansk       | 3–1 | 2–2    |
| Partizán           | 3–2        | Molde               | 2–1 | 1–1    |
| Sporting Braga     | 3–1        | Spartak de Moscú    | 1–0 | 2–1    |
| Malmö              | 4–0        | Bnei Yehuda         | 3–0 | 1–0    |
| Racing Estrasburgo | 1–3        | Eintracht Frankfurt | 1–0 | 0–3    |
| AZ Alkmaar         | 5–2 (pró.) | Royal Antwerp       | 1–1 | 4–1    |

## Fase de grupos
Los 48 equipos se dividen en doce grupos de cuatro, con la restricción de que los equipos de la misma asociación no pueden enfrentarse entre sí. Para el sorteo, los equipos se dividen en cuatro bombos basados en sus coeficientes de clubes de la UEFA.
En cada grupo, los equipos juegan unos contra otros en casa y fuera en un formato de round-robin. Los ganadores de grupos y los subcampeones avanzan a la ronda de 32, donde se les unen los ocho equipos clasificados en tercer lugar de la fase de grupos de la Liga de Campeones de la UEFA 2019-20.
Un total de 48 equipos juegan en la fase de grupos: 17 equipos que entran en esta etapa, los 21 ganadores de la ronda de play-off (ocho de la Ruta de Campeones, trece de la Ruta de Liga), los seis perdedores de la Liga de Campeones de la UEFA 2019-20. Ronda de play-off de la liga (cuatro de la Ruta de Campeones, dos de la Ruta de Liga) y los cuatro perdedores de la Ruta de Liga de la tercera ronda de clasificación de la Liga de Campeones de la UEFA 2019-20.
| Bombo 1 | Bombo 2 | Bombo 3 | Bombo 4 |
| --- | --- | --- | --- |
| Sevilla CC: 104.000 Arsenal CC: 101.000 Porto CC: 93.000 Roma CC: 81.000 Manchester United CC: 78.000 Dynamo Kiev CC: 65.000 Beşiktaş CC: 62.000 Basilea CC: 54.500 Sporting de Lisboa CC: 50.000 CSKA Moscú CC: 48.000 Wolfsburgo CC: 40.000 Lazio CC: 37.000 | PSV Eindhoven CC: 37.000 Krasnodar CC: 34.500 Celtic CC: 31.000 Copenhague CC: 31.000 Sporting Braga CC: 31.000 Gent CC: 29.500 Borussia Mönchengladbach CC: 29.000 Young Boys CC: 27.500 Astana CC: 27.500 Ludogorets Razgrad CC: 27.000 APOEL Nicosia CC: 25.500 Eintracht Frankfurt CC: 24.000 | Saint-Étienne CC: 23.000 Qarabağ CC: 22.000 Feyenoord CC: 22.000 Espanyol CC: 20.713 Getafe CC: 20.713 Malmö CC: 20.000 Partizán CC: 18.000 Standard Lieja CC: 17.500 Wolverhampton CC: 17.092 Stade Rennes CC: 11.699 Rosenborg CC: 11.500 Istanbul Basaksehir CC: 10.500 | AZ Alkmaar CC: 10.500 Vitória Guimarães CC: 9.646 Trabzonspor CC: 8.000 Oleksandria CC: 7.780 Dudelange CC: 6.250 LASK CC: 6.250 Wolfsberger CC: 6.250 Lugano CC: 6.000 Slovan Bratislava CC: 6.000 Rangers CC: 5.250 CFR Cluj CC: 3.500 Ferencváros CC: 3.500 |

### Grupo A
| Equipo        | Pts. | PJ | PG | PE | PP | GF | GC | Dif. | Notas                           |
| ------------- | ---- | -- | -- | -- | -- | -- | -- | ---- | ------------------------------- |
| Sevilla       | 15   | 6  | 5  | 0  | 1  | 14 | 3  | 11   | Acceso a dieciseisavos de final |
| APOEL Nicosia | 10   | 6  | 3  | 1  | 2  | 10 | 8  | 2    | Acceso a dieciseisavos de final |
| Qarabağ       | 5    | 6  | 1  | 2  | 3  | 8  | 11 | -3   |                                 |
| F91 Dudelange | 4    | 6  | 1  | 1  | 4  | 8  | 18 | -10  |                                 |

|     | SEV   | APO   | QAR   | F91   |
| --- | ----- | ----- | ----- | ----- |
| SEV |       | 1 – 0 | 2 – 0 | 3 – 0 |
| APO | 1 – 0 |       | 2 – 1 | 3 – 4 |
| QAR | 0 – 3 | 2 – 2 |       | 1 – 1 |
| F91 | 2 – 5 | 0 – 2 | 1 – 4 |       |

### Grupo B
| Equipo         | Pts. | PJ | PG | PE | PP | GF | GC | Dif. | Notas                           |
| -------------- | ---- | -- | -- | -- | -- | -- | -- | ---- | ------------------------------- |
| Malmö          | 11   | 6  | 3  | 2  | 1  | 8  | 6  | 2    | Acceso a dieciseisavos de final |
| Copenhague     | 9    | 6  | 2  | 3  | 1  | 5  | 4  | 1    | Acceso a dieciseisavos de final |
| Dinamo de Kiev | 7    | 6  | 1  | 4  | 1  | 7  | 7  | 0    |                                 |
| Lugano         | 3    | 6  | 0  | 3  | 3  | 2  | 5  | -3   |                                 |

|     | DIN   | COP   | MAL   | LUG   |
| --- | ----- | ----- | ----- | ----- |
| DIN |       | 1 – 1 | 1 – 0 | 1 – 1 |
| COP | 1 – 1 |       | 0 – 1 | 1 – 0 |
| MAL | 4 – 3 | 1 – 1 |       | 2 – 1 |
| LUG | 0 – 0 | 0 – 1 | 0 – 0 |       |

### Grupo C
| \| Equipo \| Pts. \| PJ \| PG \| PE \| PP \| GF \| GC \| Dif. \| Notas \| \| ----------- \| ---- \| -- \| -- \| -- \| -- \| -- \| -- \| ---- \| ------------------------------- \| \| Basilea \| 13 \| 6 \| 4 \| 1 \| 1 \| 12 \| 4 \| 8 \| Acceso a dieciseisavos de final \| \| Getafe \| 12 \| 6 \| 4 \| 0 \| 2 \| 8 \| 4 \| 4 \| Acceso a dieciseisavos de final \| \| Krasnodar \| 9 \| 6 \| 3 \| 0 \| 3 \| 7 \| 11 \| -4 \| \| \| Trabzonspor \| 1 \| 6 \| 0 \| 1 \| 5 \| 3 \| 11 \| -8 \| \| Reglas de clasificación: criterios UEFA de desempate |      |    |    |    |    |    |    |      |                                 |
| Equipo | Pts. | PJ | PG | PE | PP | GF | GC | Dif. | Notas                           |
| Basilea | 13   | 6  | 4  | 1  | 1  | 12 | 4  | 8    | Acceso a dieciseisavos de final |
| Getafe | 12   | 6  | 4  | 0  | 2  | 8  | 4  | 4    | Acceso a dieciseisavos de final |
| Krasnodar | 9    | 6  | 3  | 0  | 3  | 7  | 11 | -4   |                                 |
| Trabzonspor | 1    | 6  | 0  | 1  | 5  | 3  | 11 | -8   |                                 |

| Equipo      | Pts. | PJ | PG | PE | PP | GF | GC | Dif. | Notas                           |
| ----------- | ---- | -- | -- | -- | -- | -- | -- | ---- | ------------------------------- |
| Basilea     | 13   | 6  | 4  | 1  | 1  | 12 | 4  | 8    | Acceso a dieciseisavos de final |
| Getafe      | 12   | 6  | 4  | 0  | 2  | 8  | 4  | 4    | Acceso a dieciseisavos de final |
| Krasnodar   | 9    | 6  | 3  | 0  | 3  | 7  | 11 | -4   |                                 |
| Trabzonspor | 1    | 6  | 0  | 1  | 5  | 3  | 11 | -8   |                                 |

|     | BAS   | KRA   | GET   | TRA   |
| --- | ----- | ----- | ----- | ----- |
| BAS |       | 5 – 0 | 2 – 1 | 2 – 0 |
| KRA | 1 – 0 |       | 1 – 2 | 3 – 1 |
| GET | 0 – 1 | 3 – 0 |       | 1 – 0 |
| TRA | 2 – 2 | 0 – 2 | 0 – 1 |       |

### Grupo D
| \| Equipo \| Pts. \| PJ \| PG \| PE \| PP \| GF \| GC \| Dif. \| Notas \| \| ------------------ \| ---- \| -- \| -- \| -- \| -- \| -- \| -- \| ---- \| ------------------------------- \| \| LASK \| 13 \| 6 \| 4 \| 1 \| 1 \| 11 \| 4 \| 7 \| Acceso a dieciseisavos de final \| \| Sporting de Lisboa \| 12 \| 6 \| 4 \| 0 \| 2 \| 11 \| 7 \| 4 \| Acceso a dieciseisavos de final \| \| PSV Eindhoven \| 8 \| 6 \| 2 \| 2 \| 2 \| 9 \| 12 \| -3 \| \| \| Rosenborg \| 1 \| 6 \| 0 \| 1 \| 5 \| 3 \| 11 \| -8 \| \| Reglas de clasificación: criterios UEFA de desempate |      |    |    |    |    |    |    |      |                                 |
| Equipo | Pts. | PJ | PG | PE | PP | GF | GC | Dif. | Notas                           |
| LASK | 13   | 6  | 4  | 1  | 1  | 11 | 4  | 7    | Acceso a dieciseisavos de final |
| Sporting de Lisboa | 12   | 6  | 4  | 0  | 2  | 11 | 7  | 4    | Acceso a dieciseisavos de final |
| PSV Eindhoven | 8    | 6  | 2  | 2  | 2  | 9  | 12 | -3   |                                 |
| Rosenborg | 1    | 6  | 0  | 1  | 5  | 3  | 11 | -8   |                                 |

| Equipo             | Pts. | PJ | PG | PE | PP | GF | GC | Dif. | Notas                           |
| ------------------ | ---- | -- | -- | -- | -- | -- | -- | ---- | ------------------------------- |
| LASK               | 13   | 6  | 4  | 1  | 1  | 11 | 4  | 7    | Acceso a dieciseisavos de final |
| Sporting de Lisboa | 12   | 6  | 4  | 0  | 2  | 11 | 7  | 4    | Acceso a dieciseisavos de final |
| PSV Eindhoven      | 8    | 6  | 2  | 2  | 2  | 9  | 12 | -3   |                                 |
| Rosenborg          | 1    | 6  | 0  | 1  | 5  | 3  | 11 | -8   |                                 |

|      | SCP   | PSV   | ROS   | LASK  |
| ---- | ----- | ----- | ----- | ----- |
| SCP  |       | 4 – 0 | 1 – 0 | 2 – 1 |
| PSV  | 3 – 2 |       | 1 – 1 | 0 – 0 |
| ROS  | 0 – 2 | 1 – 4 |       | 1 – 2 |
| LASK | 3 – 0 | 4 – 1 | 1 – 0 |       |

### Grupo E
| \| Equipo \| Pts. \| PJ \| PG \| PE \| PP \| GF \| GC \| Dif. \| Notas \| \| ------------ \| ---- \| -- \| -- \| -- \| -- \| -- \| -- \| ---- \| ------------------------------- \| \| Celtic \| 13 \| 6 \| 4 \| 1 \| 1 \| 10 \| 6 \| 4 \| Acceso a dieciseisavos de final \| \| CFR Cluj \| 12 \| 6 \| 4 \| 0 \| 2 \| 6 \| 4 \| 2 \| Acceso a dieciseisavos de final \| \| Lazio \| 6 \| 6 \| 2 \| 0 \| 4 \| 6 \| 9 \| -3 \| \| \| Stade Rennes \| 4 \| 6 \| 1 \| 1 \| 4 \| 5 \| 8 \| -3 \| \| Reglas de clasificación: criterios UEFA de desempate |      |    |    |    |    |    |    |      |                                 |
| Equipo | Pts. | PJ | PG | PE | PP | GF | GC | Dif. | Notas                           |
| Celtic | 13   | 6  | 4  | 1  | 1  | 10 | 6  | 4    | Acceso a dieciseisavos de final |
| CFR Cluj | 12   | 6  | 4  | 0  | 2  | 6  | 4  | 2    | Acceso a dieciseisavos de final |
| Lazio | 6    | 6  | 2  | 0  | 4  | 6  | 9  | -3   |                                 |
| Stade Rennes | 4    | 6  | 1  | 1  | 4  | 5  | 8  | -3   |                                 |

| Equipo       | Pts. | PJ | PG | PE | PP | GF | GC | Dif. | Notas                           |
| ------------ | ---- | -- | -- | -- | -- | -- | -- | ---- | ------------------------------- |
| Celtic       | 13   | 6  | 4  | 1  | 1  | 10 | 6  | 4    | Acceso a dieciseisavos de final |
| CFR Cluj     | 12   | 6  | 4  | 0  | 2  | 6  | 4  | 2    | Acceso a dieciseisavos de final |
| Lazio        | 6    | 6  | 2  | 0  | 4  | 6  | 9  | -3   |                                 |
| Stade Rennes | 4    | 6  | 1  | 1  | 4  | 5  | 8  | -3   |                                 |

|     | LAZ   | CEL   | REN   | CFR   |
| --- | ----- | ----- | ----- | ----- |
| LAZ |       | 1 – 2 | 2 – 1 | 1 – 0 |
| CEL | 2 – 1 |       | 3 – 1 | 2 – 0 |
| REN | 2 – 0 | 1 – 1 |       | 0 – 1 |
| CFR | 2 – 1 | 2 – 0 | 1 – 0 |       |

### Grupo F
| \| Equipo \| Pts. \| PJ \| PG \| PE \| PP \| GF \| GC \| Dif. \| Notas \| \| ------------------- \| ---- \| -- \| -- \| -- \| -- \| -- \| -- \| ---- \| ------------------------------- \| \| Arsenal \| 11 \| 6 \| 3 \| 2 \| 1 \| 14 \| 7 \| 7 \| Acceso a dieciseisavos de final \| \| Eintracht Frankfurt \| 9 \| 6 \| 3 \| 0 \| 3 \| 8 \| 10 \| -2 \| Acceso a dieciseisavos de final \| \| Standard Lieja \| 8 \| 6 \| 2 \| 2 \| 2 \| 8 \| 10 \| -2 \| \| \| Vitória Guimarães \| 5 \| 6 \| 1 \| 2 \| 3 \| 7 \| 10 \| -3 \| \| Reglas de clasificación: criterios UEFA de desempate |      |    |    |    |    |    |    |      |                                 |
| Equipo | Pts. | PJ | PG | PE | PP | GF | GC | Dif. | Notas                           |
| Arsenal | 11   | 6  | 3  | 2  | 1  | 14 | 7  | 7    | Acceso a dieciseisavos de final |
| Eintracht Frankfurt | 9    | 6  | 3  | 0  | 3  | 8  | 10 | -2   | Acceso a dieciseisavos de final |
| Standard Lieja | 8    | 6  | 2  | 2  | 2  | 8  | 10 | -2   |                                 |
| Vitória Guimarães | 5    | 6  | 1  | 2  | 3  | 7  | 10 | -3   |                                 |

| Equipo              | Pts. | PJ | PG | PE | PP | GF | GC | Dif. | Notas                           |
| ------------------- | ---- | -- | -- | -- | -- | -- | -- | ---- | ------------------------------- |
| Arsenal             | 11   | 6  | 3  | 2  | 1  | 14 | 7  | 7    | Acceso a dieciseisavos de final |
| Eintracht Frankfurt | 9    | 6  | 3  | 0  | 3  | 8  | 10 | -2   | Acceso a dieciseisavos de final |
| Standard Lieja      | 8    | 6  | 2  | 2  | 2  | 8  | 10 | -2   |                                 |
| Vitória Guimarães   | 5    | 6  | 1  | 2  | 3  | 7  | 10 | -3   |                                 |

|     | ARS   | FRK   | LIE   | VIT   |
| --- | ----- | ----- | ----- | ----- |
| ARS |       | 1 – 2 | 4 – 0 | 3 – 2 |
| FRK | 0 – 3 |       | 2 – 1 | 2 – 3 |
| LIE | 2 – 2 | 2 – 1 |       | 2 – 0 |
| VIT | 1 – 1 | 0 – 1 | 1 – 1 |       |

### Grupo G
| \| Equipo \| Pts. \| PJ \| PG \| PE \| PP \| GF \| GC \| Dif. \| Notas \| \| ---------- \| ---- \| -- \| -- \| -- \| -- \| -- \| -- \| ---- \| ------------------------------- \| \| Porto \| 10 \| 6 \| 3 \| 1 \| 2 \| 8 \| 9 \| -1 \| Acceso a dieciseisavos de final \| \| Rangers \| 9 \| 6 \| 2 \| 3 \| 1 \| 8 \| 6 \| 2 \| Acceso a dieciseisavos de final \| \| Young Boys \| 8 \| 6 \| 2 \| 2 \| 2 \| 8 \| 7 \| 1 \| \| \| Feyenoord \| 5 \| 6 \| 1 \| 2 \| 3 \| 7 \| 9 \| -2 \| \| Reglas de clasificación: criterios UEFA de desempate |      |    |    |    |    |    |    |      |                                 |
| Equipo | Pts. | PJ | PG | PE | PP | GF | GC | Dif. | Notas                           |
| Porto | 10   | 6  | 3  | 1  | 2  | 8  | 9  | -1   | Acceso a dieciseisavos de final |
| Rangers | 9    | 6  | 2  | 3  | 1  | 8  | 6  | 2    | Acceso a dieciseisavos de final |
| Young Boys | 8    | 6  | 2  | 2  | 2  | 8  | 7  | 1    |                                 |
| Feyenoord | 5    | 6  | 1  | 2  | 3  | 7  | 9  | -2   |                                 |

| Equipo     | Pts. | PJ | PG | PE | PP | GF | GC | Dif. | Notas                           |
| ---------- | ---- | -- | -- | -- | -- | -- | -- | ---- | ------------------------------- |
| Porto      | 10   | 6  | 3  | 1  | 2  | 8  | 9  | -1   | Acceso a dieciseisavos de final |
| Rangers    | 9    | 6  | 2  | 3  | 1  | 8  | 6  | 2    | Acceso a dieciseisavos de final |
| Young Boys | 8    | 6  | 2  | 2  | 2  | 8  | 7  | 1    |                                 |
| Feyenoord  | 5    | 6  | 1  | 2  | 3  | 7  | 9  | -2   |                                 |

|     | POR   | YB    | FEY   | RAN   |
| --- | ----- | ----- | ----- | ----- |
| POR |       | 2 – 1 | 3 – 2 | 1 – 1 |
| YB  | 1 – 2 |       | 2 – 0 | 2 – 1 |
| FEY | 2 – 0 | 1 – 1 |       | 2 – 2 |
| RAN | 2 – 0 | 1 – 1 | 1 – 0 |       |

### Grupo H
| \| Equipo \| Pts. \| PJ \| PG \| PE \| PP \| GF \| GC \| Dif. \| Notas \| \| ------------------ \| ---- \| -- \| -- \| -- \| -- \| -- \| -- \| ---- \| ------------------------------- \| \| Espanyol \| 11 \| 6 \| 3 \| 2 \| 1 \| 12 \| 4 \| 8 \| Acceso a dieciseisavos de final \| \| Ludogorets Razgrad \| 8 \| 6 \| 2 \| 2 \| 2 \| 10 \| 10 \| 0 \| Acceso a dieciseisavos de final \| \| Ferencváros \| 7 \| 6 \| 1 \| 4 \| 1 \| 5 \| 7 \| -2 \| \| \| CSKA Moscú \| 5 \| 6 \| 1 \| 2 \| 3 \| 3 \| 9 \| -6 \| \| Reglas de clasificación: criterios UEFA de desempate |      |    |    |    |    |    |    |      |                                 |
| Equipo | Pts. | PJ | PG | PE | PP | GF | GC | Dif. | Notas                           |
| Espanyol | 11   | 6  | 3  | 2  | 1  | 12 | 4  | 8    | Acceso a dieciseisavos de final |
| Ludogorets Razgrad | 8    | 6  | 2  | 2  | 2  | 10 | 10 | 0    | Acceso a dieciseisavos de final |
| Ferencváros | 7    | 6  | 1  | 4  | 1  | 5  | 7  | -2   |                                 |
| CSKA Moscú | 5    | 6  | 1  | 2  | 3  | 3  | 9  | -6   |                                 |

| Equipo             | Pts. | PJ | PG | PE | PP | GF | GC | Dif. | Notas                           |
| ------------------ | ---- | -- | -- | -- | -- | -- | -- | ---- | ------------------------------- |
| Espanyol           | 11   | 6  | 3  | 2  | 1  | 12 | 4  | 8    | Acceso a dieciseisavos de final |
| Ludogorets Razgrad | 8    | 6  | 2  | 2  | 2  | 10 | 10 | 0    | Acceso a dieciseisavos de final |
| Ferencváros        | 7    | 6  | 1  | 4  | 1  | 5  | 7  | -2   |                                 |
| CSKA Moscú         | 5    | 6  | 1  | 2  | 3  | 3  | 9  | -6   |                                 |

|      | CSKA  | LUD   | ESP   | FER   |
| ---- | ----- | ----- | ----- | ----- |
| CSKA |       | 1 – 1 | 0 – 2 | 0 – 1 |
| LUD  | 5 – 1 |       | 0 – 1 | 1 – 1 |
| ESP  | 0 – 1 | 6 – 0 |       | 1 – 1 |
| FER  | 0 – 0 | 0 – 3 | 2 – 2 |       |

### Grupo I
| \| Equipo \| Pts. \| PJ \| PG \| PE \| PP \| GF \| GC \| Dif. \| Notas \| \| ------------- \| ---- \| -- \| -- \| -- \| -- \| -- \| -- \| ---- \| ------------------------------- \| \| Gent \| 12 \| 6 \| 3 \| 3 \| 0 \| 11 \| 7 \| 4 \| Acceso a dieciseisavos de final \| \| Wolfsburgo \| 11 \| 6 \| 3 \| 2 \| 1 \| 9 \| 7 \| 2 \| Acceso a dieciseisavos de final \| \| Saint-Étienne \| 4 \| 6 \| 0 \| 4 \| 2 \| 6 \| 8 \| -2 \| \| \| Oleksandria \| 3 \| 6 \| 0 \| 3 \| 3 \| 6 \| 10 \| -4 \| \| Reglas de clasificación: criterios UEFA de desempate |      |    |    |    |    |    |    |      |                                 |
| Equipo | Pts. | PJ | PG | PE | PP | GF | GC | Dif. | Notas                           |
| Gent | 12   | 6  | 3  | 3  | 0  | 11 | 7  | 4    | Acceso a dieciseisavos de final |
| Wolfsburgo | 11   | 6  | 3  | 2  | 1  | 9  | 7  | 2    | Acceso a dieciseisavos de final |
| Saint-Étienne | 4    | 6  | 0  | 4  | 2  | 6  | 8  | -2   |                                 |
| Oleksandria | 3    | 6  | 0  | 3  | 3  | 6  | 10 | -4   |                                 |

| Equipo        | Pts. | PJ | PG | PE | PP | GF | GC | Dif. | Notas                           |
| ------------- | ---- | -- | -- | -- | -- | -- | -- | ---- | ------------------------------- |
| Gent          | 12   | 6  | 3  | 3  | 0  | 11 | 7  | 4    | Acceso a dieciseisavos de final |
| Wolfsburgo    | 11   | 6  | 3  | 2  | 1  | 9  | 7  | 2    | Acceso a dieciseisavos de final |
| Saint-Étienne | 4    | 6  | 0  | 4  | 2  | 6  | 8  | -2   |                                 |
| Oleksandria   | 3    | 6  | 0  | 3  | 3  | 6  | 10 | -4   |                                 |

|     | WOF   | GEN   | STI   | OLE   |
| --- | ----- | ----- | ----- | ----- |
| WOF |       | 1 – 3 | 1 – 0 | 3 – 1 |
| GEN | 2 – 2 |       | 3 – 2 | 2 – 1 |
| STI | 1 – 1 | 0 – 0 |       | 1 – 1 |
| OLE | 0 – 1 | 1 – 1 | 2 – 2 |       |

### Grupo J
| \| Equipo \| Pts. \| PJ \| PG \| PE \| PP \| GF \| GC \| Dif. \| Notas \| \| ------------------- \| ---- \| -- \| -- \| -- \| -- \| -- \| -- \| ---- \| ------------------------------- \| \| Istanbul Basaksehir \| 10 \| 6 \| 3 \| 1 \| 2 \| 7 \| 9 \| -2 \| Acceso a dieciseisavos de final \| \| Roma \| 9 \| 6 \| 2 \| 3 \| 1 \| 12 \| 6 \| 6 \| Acceso a dieciseisavos de final \| \| B. Mönchengladbach \| 8 \| 6 \| 2 \| 2 \| 2 \| 6 \| 9 \| -3 \| \| \| Wolfsberger \| 5 \| 6 \| 1 \| 2 \| 3 \| 7 \| 8 \| -1 \| \| Reglas de clasificación: criterios UEFA de desempate |      |    |    |    |    |    |    |      |                                 |
| Equipo | Pts. | PJ | PG | PE | PP | GF | GC | Dif. | Notas                           |
| Istanbul Basaksehir | 10   | 6  | 3  | 1  | 2  | 7  | 9  | -2   | Acceso a dieciseisavos de final |
| Roma | 9    | 6  | 2  | 3  | 1  | 12 | 6  | 6    | Acceso a dieciseisavos de final |
| B. Mönchengladbach | 8    | 6  | 2  | 2  | 2  | 6  | 9  | -3   |                                 |
| Wolfsberger | 5    | 6  | 1  | 2  | 3  | 7  | 8  | -1   |                                 |

| Equipo              | Pts. | PJ | PG | PE | PP | GF | GC | Dif. | Notas                           |
| ------------------- | ---- | -- | -- | -- | -- | -- | -- | ---- | ------------------------------- |
| Istanbul Basaksehir | 10   | 6  | 3  | 1  | 2  | 7  | 9  | -2   | Acceso a dieciseisavos de final |
| Roma                | 9    | 6  | 2  | 3  | 1  | 12 | 6  | 6    | Acceso a dieciseisavos de final |
| B. Mönchengladbach  | 8    | 6  | 2  | 2  | 2  | 6  | 9  | -3   |                                 |
| Wolfsberger         | 5    | 6  | 1  | 2  | 3  | 7  | 8  | -1   |                                 |

|     | ROM   | BMO   | IST   | WOB   |
| --- | ----- | ----- | ----- | ----- |
| ROM |       | 1 – 1 | 4 – 0 | 2 – 2 |
| BMO | 2 – 1 |       | 1 – 2 | 0 – 4 |
| IST | 0 – 3 | 1 – 1 |       | 1 – 0 |
| WOB | 1 – 1 | 0 – 1 | 0 – 3 |       |

### Grupo K
| \| Equipo \| Pts. \| PJ \| PG \| PE \| PP \| GF \| GC \| Dif. \| Notas \| \| ----------------- \| ---- \| -- \| -- \| -- \| -- \| -- \| -- \| ---- \| ------------------------------- \| \| Sporting Braga \| 14 \| 6 \| 4 \| 2 \| 0 \| 15 \| 9 \| 6 \| Acceso a dieciseisavos de final \| \| Wolverhampton \| 13 \| 6 \| 4 \| 1 \| 1 \| 11 \| 5 \| 6 \| Acceso a dieciseisavos de final \| \| Slovan Bratislava \| 4 \| 6 \| 1 \| 1 \| 4 \| 10 \| 13 \| -3 \| \| \| Beşiktaş \| 3 \| 6 \| 1 \| 0 \| 5 \| 6 \| 15 \| -9 \| \| Reglas de clasificación: criterios UEFA de desempate |      |    |    |    |    |    |    |      |                                 |
| Equipo | Pts. | PJ | PG | PE | PP | GF | GC | Dif. | Notas                           |
| Sporting Braga | 14   | 6  | 4  | 2  | 0  | 15 | 9  | 6    | Acceso a dieciseisavos de final |
| Wolverhampton | 13   | 6  | 4  | 1  | 1  | 11 | 5  | 6    | Acceso a dieciseisavos de final |
| Slovan Bratislava | 4    | 6  | 1  | 1  | 4  | 10 | 13 | -3   |                                 |
| Beşiktaş | 3    | 6  | 1  | 0  | 5  | 6  | 15 | -9   |                                 |

| Equipo            | Pts. | PJ | PG | PE | PP | GF | GC | Dif. | Notas                           |
| ----------------- | ---- | -- | -- | -- | -- | -- | -- | ---- | ------------------------------- |
| Sporting Braga    | 14   | 6  | 4  | 2  | 0  | 15 | 9  | 6    | Acceso a dieciseisavos de final |
| Wolverhampton     | 13   | 6  | 4  | 1  | 1  | 11 | 5  | 6    | Acceso a dieciseisavos de final |
| Slovan Bratislava | 4    | 6  | 1  | 1  | 4  | 10 | 13 | -3   |                                 |
| Beşiktaş          | 3    | 6  | 1  | 0  | 5  | 6  | 15 | -9   |                                 |

|     | BES   | BRA   | WOL   | SLO   |
| --- | ----- | ----- | ----- | ----- |
| BES |       | 1 – 2 | 0 – 1 | 2 – 1 |
| BRA | 3 – 1 |       | 3 – 3 | 2 – 2 |
| WOL | 4 – 0 | 0 – 1 |       | 1 – 0 |
| SLO | 4 – 2 | 2 – 4 | 1 – 2 |       |

### Grupo L
| \| Equipo \| Pts. \| PJ \| PG \| PE \| PP \| GF \| GC \| Dif. \| Notas \| \| ----------------- \| ---- \| -- \| -- \| -- \| -- \| -- \| -- \| ---- \| ------------------------------- \| \| Manchester United \| 13 \| 6 \| 4 \| 1 \| 1 \| 10 \| 2 \| 8 \| Acceso a dieciseisavos de final \| \| AZ Alkmaar \| 9 \| 6 \| 2 \| 3 \| 1 \| 15 \| 8 \| 7 \| Acceso a dieciseisavos de final \| \| Partizán \| 8 \| 6 \| 2 \| 2 \| 2 \| 10 \| 10 \| 0 \| \| \| Astana \| 3 \| 6 \| 1 \| 0 \| 5 \| 4 \| 19 \| -15 \| \| Reglas de clasificación: criterios UEFA de desempate |      |    |    |    |    |    |    |      |                                 |
| Equipo | Pts. | PJ | PG | PE | PP | GF | GC | Dif. | Notas                           |
| Manchester United | 13   | 6  | 4  | 1  | 1  | 10 | 2  | 8    | Acceso a dieciseisavos de final |
| AZ Alkmaar | 9    | 6  | 2  | 3  | 1  | 15 | 8  | 7    | Acceso a dieciseisavos de final |
| Partizán | 8    | 6  | 2  | 2  | 2  | 10 | 10 | 0    |                                 |
| Astana | 3    | 6  | 1  | 0  | 5  | 4  | 19 | -15  |                                 |

| Equipo            | Pts. | PJ | PG | PE | PP | GF | GC | Dif. | Notas                           |
| ----------------- | ---- | -- | -- | -- | -- | -- | -- | ---- | ------------------------------- |
| Manchester United | 13   | 6  | 4  | 1  | 1  | 10 | 2  | 8    | Acceso a dieciseisavos de final |
| AZ Alkmaar        | 9    | 6  | 2  | 3  | 1  | 15 | 8  | 7    | Acceso a dieciseisavos de final |
| Partizán          | 8    | 6  | 2  | 2  | 2  | 10 | 10 | 0    |                                 |
| Astana            | 3    | 6  | 1  | 0  | 5  | 4  | 19 | -15  |                                 |

|     | MUN   | AST   | PAR   | AZ    |
| --- | ----- | ----- | ----- | ----- |
| MUN |       | 1 – 0 | 3 – 0 | 4 – 0 |
| AST | 2 – 1 |       | 1 – 2 | 0 – 5 |
| PAR | 0 – 1 | 4 – 1 |       | 2 – 2 |
| AZ  | 0 – 0 | 6 – 0 | 2 – 2 |       |

### Equipos clasificados
| Simbología                    |
| ----------------------------- |
| 1.er bombo (cabezas de serie) |
| 2.do bombo                    |

#### Primeros y segundos lugares de la fase de grupos de la Liga Europa de la UEFA
| Grupo | Primer lugar        | Segundo lugar        |
| ----- | ------------------- | -------------------- |
| A     | Sevilla             | APOEL Nicosia        |
| B     | Malmö               | Copenhague           |
| C     | Basilea             | Getafe               |
| D     | LASK                | Sporting de Portugal |
| E     | Celtic              | Cluj                 |
| F     | Arsenal             | Eintracht Fráncfort  |
| G     | Porto               | Rangers              |
| H     | Espanyol            | Ludogorets           |
| I     | Gent                | Wolfsburgo           |
| J     | Istanbul Basaksehir | Roma                 |
| K     | Sporting de Braga   | Wolverhampton        |
| L     | Manchester United   | AZ Alkmaar           |

#### Terceros lugares de la fase de grupos de la Liga de Campeones de la UEFA
| Equipo             | Pts | PJ | PG | PE | PP | GF | GC | Dif | Grupo |
| ------------------ | --- | -- | -- | -- | -- | -- | -- | --- | ----- |
| Ajax               | 10  | 6  | 3  | 1  | 2  | 12 | 6  | +6  | H     |
| Red Bull Salzburgo | 7   | 6  | 2  | 1  | 3  | 16 | 13 | +3  | E     |
| Inter de Milán     | 7   | 6  | 2  | 1  | 3  | 10 | 9  | +1  | F     |
| Benfica            | 7   | 6  | 2  | 1  | 2  | 10 | 11 | -1  | G     |
| Bayer Leverkusen   | 6   | 6  | 2  | 0  | 4  | 5  | 9  | -4  | D     |
| Shakhtar Donetsk   | 6   | 6  | 1  | 3  | 2  | 8  | 13 | -5  | C     |
| Olympiacos         | 4   | 6  | 1  | 1  | 4  | 8  | 15 | -6  | B     |
| Brujas             | 3   | 6  | 0  | 3  | 3  | 4  | 12 | -8  | A     |

## Fase eliminatoria
La fase eliminatoria de la competición se disputa en enfrentamientos a doble partido, salvo la final, jugada a partido único. En estos encuentros rige la regla del gol de visitante, que determina que el equipo que haya marcado más goles como visitante gana la eliminatoria si hay empate en la diferencia de goles. En caso de estar la eliminatoria empatada tras los 180 minutos de ambos partidos se disputará una prórroga de 30 minutos, y si esta termina sin goles la eliminatoria se decidirá en una tanda de penales. Debido al conflicto político entre Rusia y Ucrania, clubes de ambos países no se podían encontrar en esta ronda además de clubes del mismo grupo tampoco podían cruzarse en esta ronda.

### Cuadro de eliminatorias
|  | Dieciseisavos de final                                           | Dieciseisavos de final                                           | Dieciseisavos de final                                           | Dieciseisavos de final                                           |   |                     | Octavos de final                                           | Octavos de final                                           | Octavos de final                                           | Octavos de final                                           |  |                           | Cuartos de final                          | Cuartos de final                          |  |                | Semifinales                               | Semifinales                               |  |         | Final                                      | Final                                      |  |
|  | 20 de febrero de 2020 (ida) 26 al 28 de febrero de 2020 (vuelta) | 20 de febrero de 2020 (ida) 26 al 28 de febrero de 2020 (vuelta) | 20 de febrero de 2020 (ida) 26 al 28 de febrero de 2020 (vuelta) | 20 de febrero de 2020 (ida) 26 al 28 de febrero de 2020 (vuelta) |   |                     | 12 de marzo de 2020 (ida) 5 y 6 de agosto de 2020 (vuelta) | 12 de marzo de 2020 (ida) 5 y 6 de agosto de 2020 (vuelta) | 12 de marzo de 2020 (ida) 5 y 6 de agosto de 2020 (vuelta) | 12 de marzo de 2020 (ida) 5 y 6 de agosto de 2020 (vuelta) |  |                           | 10 y 11 de agosto de 2020 (partido único) | 10 y 11 de agosto de 2020 (partido único) |  |                | 16 y 17 de agosto de 2020 (partido único) | 16 y 17 de agosto de 2020 (partido único) |  |         | 21 de agosto de 2020 Stadion Köln, Colonia | 21 de agosto de 2020 Stadion Köln, Colonia |  |
|  |                                                                  |                                                                  |                                                                  |                                                                  |   |                     |                                                            |                                                            |                                                            |                                                            |  |                           |                                           |                                           |  |                |                                           |                                           |  |         |                                            |                                            |  |
|  |                                                                  |                                                                  |                                                                  |                                                                  |   |                     |                                                            |                                                            |                                                            |                                                            |  |                           |                                           |                                           |  |                |                                           |                                           |  |         |                                            |                                            |  |
|  | Olympiacos (v.) (t. s.)                                          | 0                                                                | 2                                                                | 2                                                                |   |                     |                                                            |                                                            |                                                            |                                                            |  |                           |                                           |                                           |  |                |                                           |                                           |  |         |                                            |                                            |  |
|  | Olympiacos (v.) (t. s.)                                          | 0                                                                | 2                                                                | 2                                                                |   |                     |                                                            |                                                            |                                                            |                                                            |  |                           |                                           |                                           |  |                |                                           |                                           |  |         |                                            |                                            |  |
|  | Arsenal                                                          | 1                                                                | 1                                                                | 2                                                                |   |                     |                                                            |                                                            |                                                            |                                                            |  |                           |                                           |                                           |  |                |                                           |                                           |  |         |                                            |                                            |  |
|  | Arsenal                                                          | 1                                                                | 1                                                                | 2                                                                |   | Olympiacos          | 1                                                          | 0                                                          | 1                                                          |                                                            |  |                           |                                           |                                           |  |                |                                           |                                           |  |         |                                            |                                            |  |
|  |                                                                  |                                                                  |                                                                  |                                                                  |   | Olympiacos          | 1                                                          | 0                                                          | 1                                                          |                                                            |  |                           |                                           |                                           |  |                |                                           |                                           |  |         |                                            |                                            |  |
|  |                                                                  |                                                                  | Wolverhampton                                                    | 1                                                                | 1 | 2                   |                                                            |                                                            |                                                            |                                                            |  |                           |                                           |                                           |  |                |                                           |                                           |  |         |                                            |                                            |  |
|  | Wolverhampton                                                    | 4                                                                | Wolverhampton                                                    | 1                                                                | 1 | 2                   | 2                                                          | 6                                                          |                                                            |                                                            |  |                           |                                           |                                           |  |                |                                           |                                           |  |         |                                            |                                            |  |
|  | Wolverhampton                                                    | 4                                                                |                                                                  |                                                                  |   |                     |                                                            |                                                            |                                                            |                                                            |  |                           |                                           |                                           |  |                |                                           |                                           |  |         |                                            |                                            |  |
|  | Espanyol                                                         | 0                                                                | 3                                                                | 3                                                                |   |                     |                                                            |                                                            |                                                            |                                                            |  |                           |                                           |                                           |  |                |                                           |                                           |  |         |                                            |                                            |  |
|  | Espanyol                                                         | 0                                                                | 3                                                                | 3                                                                |   |                     |                                                            |                                                            |                                                            |                                                            |  | Wolverhampton             | 0                                         |                                           |  |                |                                           |                                           |  |         |                                            |                                            |  |
|  |                                                                  |                                                                  |                                                                  |                                                                  |   |                     |                                                            |                                                            |                                                            |                                                            |  | Wolverhampton             | 0                                         |                                           |  |                |                                           |                                           |  |         |                                            |                                            |  |
|  |                                                                  |                                                                  | Sevilla                                                          | 1                                                                |   |                     |                                                            |                                                            |                                                            |                                                            |  |                           |                                           |                                           |  |                |                                           |                                           |  |         |                                            |                                            |  |
|  | CFR Cluj                                                         | 1                                                                | Sevilla                                                          | 1                                                                | 0 | 1                   |                                                            |                                                            |                                                            |                                                            |  |                           |                                           |                                           |  |                |                                           |                                           |  |         |                                            |                                            |  |
|  | CFR Cluj                                                         | 1                                                                |                                                                  |                                                                  |   |                     |                                                            |                                                            |                                                            |                                                            |  |                           |                                           |                                           |  |                |                                           |                                           |  |         |                                            |                                            |  |
|  | Sevilla (v.)                                                     | 1                                                                | 0                                                                | 1                                                                |   |                     |                                                            |                                                            |                                                            |                                                            |  |                           |                                           |                                           |  |                |                                           |                                           |  |         |                                            |                                            |  |
|  | Sevilla (v.)                                                     | 1                                                                | 0                                                                | 1                                                                |   | Sevilla             | -                                                          | -                                                          | 2                                                          |                                                            |  |                           |                                           |                                           |  |                |                                           |                                           |  |         |                                            |                                            |  |
|  |                                                                  |                                                                  |                                                                  |                                                                  |   | Sevilla             | -                                                          | -                                                          | 2                                                          |                                                            |  |                           |                                           |                                           |  |                |                                           |                                           |  |         |                                            |                                            |  |
|  |                                                                  |                                                                  | Roma                                                             | -                                                                | - | 0                   |                                                            |                                                            |                                                            |                                                            |  |                           |                                           |                                           |  |                |                                           |                                           |  |         |                                            |                                            |  |
|  | Roma                                                             | 1                                                                | Roma                                                             | -                                                                | - | 0                   | 1                                                          | 2                                                          |                                                            |                                                            |  |                           |                                           |                                           |  |                |                                           |                                           |  |         |                                            |                                            |  |
|  | Roma                                                             | 1                                                                |                                                                  |                                                                  |   |                     |                                                            |                                                            |                                                            |                                                            |  |                           |                                           |                                           |  |                |                                           |                                           |  |         |                                            |                                            |  |
|  | Gent                                                             | 0                                                                | 1                                                                | 1                                                                |   |                     |                                                            |                                                            |                                                            |                                                            |  |                           |                                           |                                           |  |                |                                           |                                           |  |         |                                            |                                            |  |
|  | Gent                                                             | 0                                                                | 1                                                                | 1                                                                |   |                     |                                                            |                                                            |                                                            |                                                            |  |                           |                                           |                                           |  | Sevilla        | 2                                         |                                           |  |         |                                            |                                            |  |
|  |                                                                  |                                                                  |                                                                  |                                                                  |   |                     |                                                            |                                                            |                                                            |                                                            |  |                           |                                           |                                           |  | Sevilla        | 2                                         |                                           |  |         |                                            |                                            |  |
|  |                                                                  |                                                                  | Manchester United                                                | 1                                                                |   |                     |                                                            |                                                            |                                                            |                                                            |  |                           |                                           |                                           |  |                |                                           |                                           |  |         |                                            |                                            |  |
|  | AZ Alkmaar                                                       | 1                                                                | Manchester United                                                | 1                                                                | 0 | 1                   |                                                            |                                                            |                                                            |                                                            |  |                           |                                           |                                           |  |                |                                           |                                           |  |         |                                            |                                            |  |
|  | AZ Alkmaar                                                       | 1                                                                |                                                                  |                                                                  |   |                     |                                                            |                                                            |                                                            |                                                            |  |                           |                                           |                                           |  |                |                                           |                                           |  |         |                                            |                                            |  |
|  | LASK                                                             | 1                                                                | 2                                                                | 3                                                                |   |                     |                                                            |                                                            |                                                            |                                                            |  |                           |                                           |                                           |  |                |                                           |                                           |  |         |                                            |                                            |  |
|  | LASK                                                             | 1                                                                | 2                                                                | 3                                                                |   | LASK                | 0                                                          | 1                                                          | 1                                                          |                                                            |  |                           |                                           |                                           |  |                |                                           |                                           |  |         |                                            |                                            |  |
|  |                                                                  |                                                                  |                                                                  |                                                                  |   | LASK                | 0                                                          | 1                                                          | 1                                                          |                                                            |  |                           |                                           |                                           |  |                |                                           |                                           |  |         |                                            |                                            |  |
|  |                                                                  |                                                                  | Manchester United                                                | 5                                                                | 2 | 7                   |                                                            |                                                            |                                                            |                                                            |  |                           |                                           |                                           |  |                |                                           |                                           |  |         |                                            |                                            |  |
|  | Brujas                                                           | 1                                                                | Manchester United                                                | 5                                                                | 2 | 7                   | 0                                                          | 1                                                          |                                                            |                                                            |  |                           |                                           |                                           |  |                |                                           |                                           |  |         |                                            |                                            |  |
|  | Brujas                                                           | 1                                                                |                                                                  |                                                                  |   |                     |                                                            |                                                            |                                                            |                                                            |  |                           |                                           |                                           |  |                |                                           |                                           |  |         |                                            |                                            |  |
|  | Manchester United                                                | 1                                                                | 5                                                                | 6                                                                |   |                     |                                                            |                                                            |                                                            |                                                            |  |                           |                                           |                                           |  |                |                                           |                                           |  |         |                                            |                                            |  |
|  | Manchester United                                                | 1                                                                | 5                                                                | 6                                                                |   |                     |                                                            |                                                            |                                                            |                                                            |  | Manchester United (t. s.) | 1                                         |                                           |  |                |                                           |                                           |  |         |                                            |                                            |  |
|  |                                                                  |                                                                  |                                                                  |                                                                  |   |                     |                                                            |                                                            |                                                            |                                                            |  | Manchester United (t. s.) | 1                                         |                                           |  |                |                                           |                                           |  |         |                                            |                                            |  |
|  |                                                                  |                                                                  | Copenhague                                                       | 0                                                                |   |                     |                                                            |                                                            |                                                            |                                                            |  |                           |                                           |                                           |  |                |                                           |                                           |  |         |                                            |                                            |  |
|  | Sporting de Lisboa                                               | 3                                                                | Copenhague                                                       | 0                                                                | 1 | 4                   |                                                            |                                                            |                                                            |                                                            |  |                           |                                           |                                           |  |                |                                           |                                           |  |         |                                            |                                            |  |
|  | Sporting de Lisboa                                               | 3                                                                |                                                                  |                                                                  |   |                     |                                                            |                                                            |                                                            |                                                            |  |                           |                                           |                                           |  |                |                                           |                                           |  |         |                                            |                                            |  |
|  | Istanbul Basaksehir (t. s.)                                      | 1                                                                | 4                                                                | 5                                                                |   |                     |                                                            |                                                            |                                                            |                                                            |  |                           |                                           |                                           |  |                |                                           |                                           |  |         |                                            |                                            |  |
|  | Istanbul Basaksehir (t. s.)                                      | 1                                                                | 4                                                                | 5                                                                |   | Istanbul Basaksehir | 1                                                          | 0                                                          | 1                                                          |                                                            |  |                           |                                           |                                           |  |                |                                           |                                           |  |         |                                            |                                            |  |
|  |                                                                  |                                                                  |                                                                  |                                                                  |   | Istanbul Basaksehir | 1                                                          | 0                                                          | 1                                                          |                                                            |  |                           |                                           |                                           |  |                |                                           |                                           |  |         |                                            |                                            |  |
|  |                                                                  |                                                                  | Copenhague                                                       | 0                                                                | 3 | 3                   |                                                            |                                                            |                                                            |                                                            |  |                           |                                           |                                           |  |                |                                           |                                           |  |         |                                            |                                            |  |
|  | Copenhague                                                       | 1                                                                | Copenhague                                                       | 0                                                                | 3 | 3                   | 3                                                          | 4                                                          |                                                            |                                                            |  |                           |                                           |                                           |  |                |                                           |                                           |  |         |                                            |                                            |  |
|  | Copenhague                                                       | 1                                                                |                                                                  |                                                                  |   |                     |                                                            |                                                            |                                                            |                                                            |  |                           |                                           |                                           |  |                |                                           |                                           |  |         |                                            |                                            |  |
|  | Celtic                                                           | 1                                                                | 1                                                                | 2                                                                |   |                     |                                                            |                                                            |                                                            |                                                            |  |                           |                                           |                                           |  |                |                                           |                                           |  |         |                                            |                                            |  |
|  | Celtic                                                           | 1                                                                | 1                                                                | 2                                                                |   |                     |                                                            |                                                            |                                                            |                                                            |  |                           |                                           |                                           |  |                |                                           |                                           |  | Sevilla | 3                                          |                                            |  |
|  |                                                                  |                                                                  |                                                                  |                                                                  |   |                     |                                                            |                                                            |                                                            |                                                            |  |                           |                                           |                                           |  |                |                                           |                                           |  | Sevilla | 3                                          |                                            |  |
|  |                                                                  |                                                                  | Inter de Milán                                                   | 2                                                                |   |                     |                                                            |                                                            |                                                            |                                                            |  |                           |                                           |                                           |  |                |                                           |                                           |  |         |                                            |                                            |  |
|  | Ludogorets Razrgrad                                              | 0                                                                | Inter de Milán                                                   | 2                                                                | 1 | 1                   |                                                            |                                                            |                                                            |                                                            |  |                           |                                           |                                           |  |                |                                           |                                           |  |         |                                            |                                            |  |
|  | Ludogorets Razrgrad                                              | 0                                                                |                                                                  |                                                                  |   |                     |                                                            |                                                            |                                                            |                                                            |  |                           |                                           |                                           |  |                |                                           |                                           |  |         |                                            |                                            |  |
|  | Inter de Milán                                                   | 2                                                                | 2                                                                | 4                                                                |   |                     |                                                            |                                                            |                                                            |                                                            |  |                           |                                           |                                           |  |                |                                           |                                           |  |         |                                            |                                            |  |
|  | Inter de Milán                                                   | 2                                                                | 2                                                                | 4                                                                |   | Inter de Milán      | -                                                          | -                                                          | 2                                                          |                                                            |  |                           |                                           |                                           |  |                |                                           |                                           |  |         |                                            |                                            |  |
|  |                                                                  |                                                                  |                                                                  |                                                                  |   | Inter de Milán      | -                                                          | -                                                          | 2                                                          |                                                            |  |                           |                                           |                                           |  |                |                                           |                                           |  |         |                                            |                                            |  |
|  |                                                                  |                                                                  | Getafe                                                           | -                                                                | - | 0                   |                                                            |                                                            |                                                            |                                                            |  |                           |                                           |                                           |  |                |                                           |                                           |  |         |                                            |                                            |  |
|  | Getafe                                                           | 2                                                                | Getafe                                                           | -                                                                | - | 0                   | 1                                                          | 3                                                          |                                                            |                                                            |  |                           |                                           |                                           |  |                |                                           |                                           |  |         |                                            |                                            |  |
|  | Getafe                                                           | 2                                                                |                                                                  |                                                                  |   |                     |                                                            |                                                            |                                                            |                                                            |  |                           |                                           |                                           |  |                |                                           |                                           |  |         |                                            |                                            |  |
|  | Ajax                                                             | 0                                                                | 2                                                                | 2                                                                |   |                     |                                                            |                                                            |                                                            |                                                            |  |                           |                                           |                                           |  |                |                                           |                                           |  |         |                                            |                                            |  |
|  | Ajax                                                             | 0                                                                | 2                                                                | 2                                                                |   |                     |                                                            |                                                            |                                                            |                                                            |  | Inter de Milán            | 2                                         |                                           |  |                |                                           |                                           |  |         |                                            |                                            |  |
|  |                                                                  |                                                                  |                                                                  |                                                                  |   |                     |                                                            |                                                            |                                                            |                                                            |  | Inter de Milán            | 2                                         |                                           |  |                |                                           |                                           |  |         |                                            |                                            |  |
|  |                                                                  |                                                                  | Bayer Leverkusen                                                 | 1                                                                |   |                     |                                                            |                                                            |                                                            |                                                            |  |                           |                                           |                                           |  |                |                                           |                                           |  |         |                                            |                                            |  |
|  | Rangers                                                          | 3                                                                | Bayer Leverkusen                                                 | 1                                                                | 1 | 4                   |                                                            |                                                            |                                                            |                                                            |  |                           |                                           |                                           |  |                |                                           |                                           |  |         |                                            |                                            |  |
|  | Rangers                                                          | 3                                                                |                                                                  |                                                                  |   |                     |                                                            |                                                            |                                                            |                                                            |  |                           |                                           |                                           |  |                |                                           |                                           |  |         |                                            |                                            |  |
|  | Sporting Braga                                                   | 2                                                                | 0                                                                | 2                                                                |   |                     |                                                            |                                                            |                                                            |                                                            |  |                           |                                           |                                           |  |                |                                           |                                           |  |         |                                            |                                            |  |
|  | Sporting Braga                                                   | 2                                                                | 0                                                                | 2                                                                |   | Rangers             | 1                                                          | 0                                                          | 1                                                          |                                                            |  |                           |                                           |                                           |  |                |                                           |                                           |  |         |                                            |                                            |  |
|  |                                                                  |                                                                  |                                                                  |                                                                  |   | Rangers             | 1                                                          | 0                                                          | 1                                                          |                                                            |  |                           |                                           |                                           |  |                |                                           |                                           |  |         |                                            |                                            |  |
|  |                                                                  |                                                                  | Bayer Leverkusen                                                 | 3                                                                | 1 | 4                   |                                                            |                                                            |                                                            |                                                            |  |                           |                                           |                                           |  |                |                                           |                                           |  |         |                                            |                                            |  |
|  | Bayer Leverkusen                                                 | 2                                                                | Bayer Leverkusen                                                 | 3                                                                | 1 | 4                   | 3                                                          | 5                                                          |                                                            |                                                            |  |                           |                                           |                                           |  |                |                                           |                                           |  |         |                                            |                                            |  |
|  | Bayer Leverkusen                                                 | 2                                                                |                                                                  |                                                                  |   |                     |                                                            |                                                            |                                                            |                                                            |  |                           |                                           |                                           |  |                |                                           |                                           |  |         |                                            |                                            |  |
|  | Porto                                                            | 1                                                                | 1                                                                | 2                                                                |   |                     |                                                            |                                                            |                                                            |                                                            |  |                           |                                           |                                           |  |                |                                           |                                           |  |         |                                            |                                            |  |
|  | Porto                                                            | 1                                                                | 1                                                                | 2                                                                |   |                     |                                                            |                                                            |                                                            |                                                            |  |                           |                                           |                                           |  | Inter de Milán | 5                                         |                                           |  |         |                                            |                                            |  |
|  |                                                                  |                                                                  |                                                                  |                                                                  |   |                     |                                                            |                                                            |                                                            |                                                            |  |                           |                                           |                                           |  | Inter de Milán | 5                                         |                                           |  |         |                                            |                                            |  |
|  |                                                                  |                                                                  | Shakhtar Donetsk                                                 | 0                                                                |   |                     |                                                            |                                                            |                                                            |                                                            |  |                           |                                           |                                           |  |                |                                           |                                           |  |         |                                            |                                            |  |
|  | Wolfsburgo                                                       | 2                                                                | Shakhtar Donetsk                                                 | 0                                                                | 3 | 5                   |                                                            |                                                            |                                                            |                                                            |  |                           |                                           |                                           |  |                |                                           |                                           |  |         |                                            |                                            |  |
|  | Wolfsburgo                                                       | 2                                                                |                                                                  |                                                                  |   |                     |                                                            |                                                            |                                                            |                                                            |  |                           |                                           |                                           |  |                |                                           |                                           |  |         |                                            |                                            |  |
|  | Malmö                                                            | 1                                                                | 0                                                                | 1                                                                |   |                     |                                                            |                                                            |                                                            |                                                            |  |                           |                                           |                                           |  |                |                                           |                                           |  |         |                                            |                                            |  |
|  | Malmö                                                            | 1                                                                | 0                                                                | 1                                                                |   | Wolfsburgo          | 1                                                          | 0                                                          | 1                                                          |                                                            |  |                           |                                           |                                           |  |                |                                           |                                           |  |         |                                            |                                            |  |
|  |                                                                  |                                                                  |                                                                  |                                                                  |   | Wolfsburgo          | 1                                                          | 0                                                          | 1                                                          |                                                            |  |                           |                                           |                                           |  |                |                                           |                                           |  |         |                                            |                                            |  |
|  |                                                                  |                                                                  | Shakhtar Donetsk                                                 | 2                                                                | 3 | 5                   |                                                            |                                                            |                                                            |                                                            |  |                           |                                           |                                           |  |                |                                           |                                           |  |         |                                            |                                            |  |
|  | Shakhtar Donetsk                                                 | 2                                                                | Shakhtar Donetsk                                                 | 2                                                                | 3 | 5                   | 3                                                          | 5                                                          |                                                            |                                                            |  |                           |                                           |                                           |  |                |                                           |                                           |  |         |                                            |                                            |  |
|  | Shakhtar Donetsk                                                 | 2                                                                |                                                                  |                                                                  |   |                     |                                                            |                                                            |                                                            |                                                            |  |                           |                                           |                                           |  |                |                                           |                                           |  |         |                                            |                                            |  |
|  | Benfica                                                          | 1                                                                | 3                                                                | 4                                                                |   |                     |                                                            |                                                            |                                                            |                                                            |  |                           |                                           |                                           |  |                |                                           |                                           |  |         |                                            |                                            |  |
|  | Benfica                                                          | 1                                                                | 3                                                                | 4                                                                |   |                     |                                                            |                                                            |                                                            |                                                            |  | Shakhtar Donetsk          | 4                                         |                                           |  |                |                                           |                                           |  |         |                                            |                                            |  |
|  |                                                                  |                                                                  |                                                                  |                                                                  |   |                     |                                                            |                                                            |                                                            |                                                            |  | Shakhtar Donetsk          | 4                                         |                                           |  |                |                                           |                                           |  |         |                                            |                                            |  |
|  |                                                                  |                                                                  | Basilea                                                          | 1                                                                |   |                     |                                                            |                                                            |                                                            |                                                            |  |                           |                                           |                                           |  |                |                                           |                                           |  |         |                                            |                                            |  |
|  | Eintracht Frankfurt                                              | 4                                                                | Basilea                                                          | 1                                                                | 2 | 6                   |                                                            |                                                            |                                                            |                                                            |  |                           |                                           |                                           |  |                |                                           |                                           |  |         |                                            |                                            |  |
|  | Eintracht Frankfurt                                              | 4                                                                |                                                                  |                                                                  |   |                     |                                                            |                                                            |                                                            |                                                            |  |                           |                                           |                                           |  |                |                                           |                                           |  |         |                                            |                                            |  |
|  | Red Bull Salzburgo                                               | 1                                                                | 2                                                                | 3                                                                |   |                     |                                                            |                                                            |                                                            |                                                            |  |                           |                                           |                                           |  |                |                                           |                                           |  |         |                                            |                                            |  |
|  | Red Bull Salzburgo                                               | 1                                                                | 2                                                                | 3                                                                |   | Eintracht Frankfurt | 0                                                          | 0                                                          | 0                                                          |                                                            |  |                           |                                           |                                           |  |                |                                           |                                           |  |         |                                            |                                            |  |
|  |                                                                  |                                                                  |                                                                  |                                                                  |   | Eintracht Frankfurt | 0                                                          | 0                                                          | 0                                                          |                                                            |  |                           |                                           |                                           |  |                |                                           |                                           |  |         |                                            |                                            |  |
|  |                                                                  |                                                                  | Basilea                                                          | 3                                                                | 1 | 4                   |                                                            |                                                            |                                                            |                                                            |  |                           |                                           |                                           |  |                |                                           |                                           |  |         |                                            |                                            |  |
|  | APOEL Nicosia                                                    | 0                                                                | Basilea                                                          | 3                                                                | 1 | 4                   | 0                                                          | 0                                                          |                                                            |                                                            |  |                           |                                           |                                           |  |                |                                           |                                           |  |         |                                            |                                            |  |
|  | APOEL Nicosia                                                    | 0                                                                |                                                                  |                                                                  |   |                     |                                                            |                                                            |                                                            |                                                            |  |                           |                                           |                                           |  |                |                                           |                                           |  |         |                                            |                                            |  |
|  | Basilea                                                          | 3                                                                | 1                                                                | 4                                                                |   |                     |                                                            |                                                            |                                                            |                                                            |  |                           |                                           |                                           |  |                |                                           |                                           |  |         |                                            |                                            |  |
|  | Basilea                                                          | 3                                                                | 1                                                                | 4                                                                |   |                     |                                                            |                                                            |                                                            |                                                            |  |                           |                                           |                                           |  |                |                                           |                                           |  |         |                                            |                                            |  |
|  |                                                                  |                                                                  |                                                                  |                                                                  |   |                     |                                                            |                                                            |                                                            |                                                            |  |                           |                                           |                                           |  |                |                                           |                                           |  |         |                                            |                                            |  |

### Dieciseisavos de final
El sorteo de los dieciseisavos de final se realizó el 16 de diciembre de 2019. 
Los partidos de ida se disputaron el 20 de febrero de 2020, mientras que los partidos de vuelta se disputaron entre el 26 de febrero al 28 de febrero de 2020.
| Equipo 1            | Agr.             | Equipo 2            | Ida | Vuelta |
| ------------------- | ---------------- | ------------------- | --- | ------ |
| Wolverhampton       | 6–3              | Espanyol            | 4–0 | 2–3    |
| Sporting de Lisboa  | 4–5 (t. s.)      | Istanbul Basaksehir | 3–1 | 1–4    |
| Getafe              | 3–2              | Ajax                | 2–0 | 1–2    |
| Bayer Leverkusen    | 5–2              | Porto               | 2–1 | 3–1    |
| Copenhague          | 4–2              | Celtic              | 1–1 | 3–1    |
| APOEL Nicosia       | 0–4              | Basilea             | 0–3 | 0–1    |
| CFR Cluj            | 1–1 (v.)         | Sevilla             | 1–1 | 0–0    |
| Olympiacos          | 2–2 (v.) (t. s.) | Arsenal             | 0–1 | 2–1    |
| AZ Alkmaar          | 1–3              | LASK                | 1–1 | 0–2    |
| Brujas              | 1–6              | Manchester United   | 1–1 | 0–5    |
| Ludogorets Razgrad  | 1–4              | Inter de Milán      | 0–2 | 1–2    |
| Eintracht Frankfurt | 6–3              | Red Bull Salzburgo  | 4–1 | 2–2    |
| Shakhtar Donetsk    | 5–4              | Benfica             | 2–1 | 3–3    |
| Wolfsburgo          | 5–1              | Malmö               | 2–1 | 3–0    |
| Roma                | 2–1              | Gent                | 1–0 | 1–1    |
| Rangers             | 4–2              | Sporting Braga      | 3–2 | 1–0    |

### Octavos de final
El sorteo de los octavos de final se realizó el 28 de febrero de 2020. Los partidos de ida se disputaron el 12 de marzo de 2020, excepto las series de Inter vs. Getafe y Sevilla vs. Roma, postergadas por la pandemia del COVID-19. Los partidos de vuelta de las llaves las cuales su partido inicial fueron disputados se jugaban el 19 de marzo de 2020, pero a raíz de dicha pandemia, todos los partidos fueron aplazados para agosto. Las series mencionadas las cuales el partido de ida no se jugó en marzo pasaron a definirse a partido único, con sede en Alemania.
| Equipo 1            | Agr. | Equipo 2          | Ida | Vuelta |
| ------------------- | ---- | ----------------- | --- | ------ |
| Istanbul Basaksehir | 1–3  | Copenhague        | 1–0 | 0–3    |
| Olympiacos          | 1–2  | Wolverhampton     | 1–1 | 0–1    |
| Rangers             | 1–4  | Bayer Leverkusen  | 1–3 | 0–1    |
| Wolfsburgo          | 1–5  | Shakhtar Donetsk  | 1–2 | 0–3    |
| Inter de Milán      | 2–0  | Getafe            |     |        |
| Sevilla             | 2–0  | Roma              |     |        |
| Eintracht Frankfurt | 0–4  | Basilea           | 0–3 | 0–1    |
| LASK                | 1–7  | Manchester United | 0–5 | 1–2    |

### Cuartos de final
Los partidos de ida y vuelta se disputaban en abril de 2020, pero esta fase fue aplazada por la pandemia de COVID-19. Debido a la larga espera de su reanudación, a partir de esta fase, las llaves se disputaron a partido único, con sede en distintos estadios de Alemania.
| Equipo 1          | Resultado   | Equipo 2         |
| ----------------- | ----------- | ---------------- |
| Shakhtar Donetsk  | 4–1         | Basilea          |
| Manchester United | 1–0 (t. s.) | Copenhague       |
| Inter de Milán    | 2–1         | Bayer Leverkusen |
| Wolverhampton     | 0–1         | Sevilla          |

### Semifinales
Los partidos de ida y vuelta se disputaban en abril de 2020, pero esta fase fue aplazada por la pandemia de COVID-19. Debido a la larga espera de su reanudación, las llaves se disputarán a partido único, con sede en dos estadios de Alemania. El Stadion Köln, en Colonia y el Merkur Spiel-Arena, en Düsseldorf.
| Equipo 1       | Resultado | Equipo 2          |
| -------------- | --------- | ----------------- |
| Sevilla        | 2–1       | Manchester United |
| Inter de Milán | 5–0       | Shakhtar Donetsk  |

### Final
| 13    | POR   | Yassine Bounou  |     |
| 16    | DEF   | Jesús Navas     |     |
| 12    | DEF   | Jules Koundé    |     |
| 20    | DEF   | Diego Carlos    | 86' |
| 23    | DEF   | Sergio Reguilón |     |
| 24    | MED   | Joan Jordán     |     |
| 25    | MED   | Fernando        |     |
| 10    | MED   | Éver Banega     |     |
| 5     | DEL   | Lucas Ocampos   | 71' |
| 41    | DEL   | Suso            | 77' |
| 19    | DEL   | Luuk de Jong    | 85' |
| D. T. | D. T. | Julen Lopetegui |     |

| 1     | POR   | Samir Handanović    |     |
| 2     | DEF   | Diego Godín         | 90' |
| 6     | DEF   | Stefan de Vrij      |     |
| 95    | DEF   | Alessandro Bastoni  |     |
| 33    | MED   | Danilo D'Ambrosio   | 78' |
| 23    | MED   | Nicolò Barella      |     |
| 77    | MED   | Marcelo Brozović    |     |
| 5     | MED   | Roberto Gagliardini | 78' |
| 15    | MED   | Ashley Young        |     |
| 9     | DEL   | Romelu Lukaku       |     |
| 10    | DEL   | Lautaro Martínez    | 78' |
| D. T. | D. T. | Antonio Conte       |     |

| 11 | DEL | Munir             | 71' |
| 22 | MED | Franco Vázquez    | 78' |
| 51 | DEL | Youssef En-Nesyri | 85' |
| 17 | MED | Nemanja Gudelj    | 86' |

| 24 | MED | Christian Eriksen | 78' |
| 7  | DEL | Alexis Sánchez    | 78' |
| 11 | MED | Victor Moses      | 78' |
| 87 | MED | Antonio Candreva  | 90' |

| 12' · 33' · 74' | Luuk de Jong Romelu Lukaku | 1:1 2:1 3:2 |

| 5' · 35' | Romelu Lukaku Diego Godín | 0:1 2:2 |

| 4' · 45' | Diego Carlos Éver Banega |

| 41' · 55' · 73' | Nicolò Barella Alessandro Bastoni Roberto Gagliardini |

| Principal  | Danny Makkelie          |
| Asistentes | Mario Diks              |
|            | Hessel Steegstra        |
| Cuarto     | Anastasios Sidiropoulos |

| VAR            | Jochem Kamphuis  |
| Asistentes VAR | Kevin Blom       |
|                | Paweł Gil        |
|                | Paweł Sokolnicki |

|                    |     |     |
| Tiros              | 14  | 9   |
| Tiros a puerta     | 6   | 5   |
| Faltas             | 16  | 19  |
| Saques de esquina  | 1   | 2   |
| Fueras de juego    | 0   | 2   |
| Posesión del balón | 47% | 53% |

| Alineación inicial |

| 13    | POR   | Yassine Bounou  |     |
| 16    | DEF   | Jesús Navas     |     |
| 12    | DEF   | Jules Koundé    |     |
| 20    | DEF   | Diego Carlos    | 86' |
| 23    | DEF   | Sergio Reguilón |     |
| 24    | MED   | Joan Jordán     |     |
| 25    | MED   | Fernando        |     |
| 10    | MED   | Éver Banega     |     |
| 5     | DEL   | Lucas Ocampos   | 71' |
| 41    | DEL   | Suso            | 77' |
| 19    | DEL   | Luuk de Jong    | 85' |
| D. T. | D. T. | Julen Lopetegui |     |

| 1     | POR   | Samir Handanović    |     |
| 2     | DEF   | Diego Godín         | 90' |
| 6     | DEF   | Stefan de Vrij      |     |
| 95    | DEF   | Alessandro Bastoni  |     |
| 33    | MED   | Danilo D'Ambrosio   | 78' |
| 23    | MED   | Nicolò Barella      |     |
| 77    | MED   | Marcelo Brozović    |     |
| 5     | MED   | Roberto Gagliardini | 78' |
| 15    | MED   | Ashley Young        |     |
| 9     | DEL   | Romelu Lukaku       |     |
| 10    | DEL   | Lautaro Martínez    | 78' |
| D. T. | D. T. | Antonio Conte       |     |

| 11 | DEL | Munir             | 71' |
| 22 | MED | Franco Vázquez    | 78' |
| 51 | DEL | Youssef En-Nesyri | 85' |
| 17 | MED | Nemanja Gudelj    | 86' |

| 24 | MED | Christian Eriksen | 78' |
| 7  | DEL | Alexis Sánchez    | 78' |
| 11 | MED | Victor Moses      | 78' |
| 87 | MED | Antonio Candreva  | 90' |

| 12' · 33' · 74' | Luuk de Jong Romelu Lukaku | 1:1 2:1 3:2 |

| 5' · 35' | Romelu Lukaku Diego Godín | 0:1 2:2 |

| 4' · 45' | Diego Carlos Éver Banega |

| 41' · 55' · 73' | Nicolò Barella Alessandro Bastoni Roberto Gagliardini |

| Principal  | Danny Makkelie          |
| Asistentes | Mario Diks              |
|            | Hessel Steegstra        |
| Cuarto     | Anastasios Sidiropoulos |

| VAR            | Jochem Kamphuis  |
| Asistentes VAR | Kevin Blom       |
|                | Paweł Gil        |
|                | Paweł Sokolnicki |

|                    |     |     |
| Tiros              | 14  | 9   |
| Tiros a puerta     | 6   | 5   |
| Faltas             | 16  | 19  |
| Saques de esquina  | 1   | 2   |
| Fueras de juego    | 0   | 2   |
| Posesión del balón | 47% | 53% |

| Alineación inicial |

| 13    | POR   | Yassine Bounou  |     |
| 16    | DEF   | Jesús Navas     |     |
| 12    | DEF   | Jules Koundé    |     |
| 20    | DEF   | Diego Carlos    | 86' |
| 23    | DEF   | Sergio Reguilón |     |
| 24    | MED   | Joan Jordán     |     |
| 25    | MED   | Fernando        |     |
| 10    | MED   | Éver Banega     |     |
| 5     | DEL   | Lucas Ocampos   | 71' |
| 41    | DEL   | Suso            | 77' |
| 19    | DEL   | Luuk de Jong    | 85' |
| D. T. | D. T. | Julen Lopetegui |     |

| 1     | POR   | Samir Handanović    |     |
| 2     | DEF   | Diego Godín         | 90' |
| 6     | DEF   | Stefan de Vrij      |     |
| 95    | DEF   | Alessandro Bastoni  |     |
| 33    | MED   | Danilo D'Ambrosio   | 78' |
| 23    | MED   | Nicolò Barella      |     |
| 77    | MED   | Marcelo Brozović    |     |
| 5     | MED   | Roberto Gagliardini | 78' |
| 15    | MED   | Ashley Young        |     |
| 9     | DEL   | Romelu Lukaku       |     |
| 10    | DEL   | Lautaro Martínez    | 78' |
| D. T. | D. T. | Antonio Conte       |     |

| 11 | DEL | Munir             | 71' |
| 22 | MED | Franco Vázquez    | 78' |
| 51 | DEL | Youssef En-Nesyri | 85' |
| 17 | MED | Nemanja Gudelj    | 86' |

| 24 | MED | Christian Eriksen | 78' |
| 7  | DEL | Alexis Sánchez    | 78' |
| 11 | MED | Victor Moses      | 78' |
| 87 | MED | Antonio Candreva  | 90' |

| 12' · 33' · 74' | Luuk de Jong Romelu Lukaku | 1:1 2:1 3:2 |

| 5' · 35' | Romelu Lukaku Diego Godín | 0:1 2:2 |

| 4' · 45' | Diego Carlos Éver Banega |

| 41' · 55' · 73' | Nicolò Barella Alessandro Bastoni Roberto Gagliardini |

| Principal  | Danny Makkelie          |
| Asistentes | Mario Diks              |
|            | Hessel Steegstra        |
| Cuarto     | Anastasios Sidiropoulos |

| VAR            | Jochem Kamphuis  |
| Asistentes VAR | Kevin Blom       |
|                | Paweł Gil        |
|                | Paweł Sokolnicki |

|                    |     |     |
| Tiros              | 14  | 9   |
| Tiros a puerta     | 6   | 5   |
| Faltas             | 16  | 19  |
| Saques de esquina  | 1   | 2   |
| Fueras de juego    | 0   | 2   |
| Posesión del balón | 47% | 53% |

| Alineación inicial |

| 13    | POR   | Yassine Bounou  |     |
| 16    | DEF   | Jesús Navas     |     |
| 12    | DEF   | Jules Koundé    |     |
| 20    | DEF   | Diego Carlos    | 86' |
| 23    | DEF   | Sergio Reguilón |     |
| 24    | MED   | Joan Jordán     |     |
| 25    | MED   | Fernando        |     |
| 10    | MED   | Éver Banega     |     |
| 5     | DEL   | Lucas Ocampos   | 71' |
| 41    | DEL   | Suso            | 77' |
| 19    | DEL   | Luuk de Jong    | 85' |
| D. T. | D. T. | Julen Lopetegui |     |

| 1     | POR   | Samir Handanović    |     |
| 2     | DEF   | Diego Godín         | 90' |
| 6     | DEF   | Stefan de Vrij      |     |
| 95    | DEF   | Alessandro Bastoni  |     |
| 33    | MED   | Danilo D'Ambrosio   | 78' |
| 23    | MED   | Nicolò Barella      |     |
| 77    | MED   | Marcelo Brozović    |     |
| 5     | MED   | Roberto Gagliardini | 78' |
| 15    | MED   | Ashley Young        |     |
| 9     | DEL   | Romelu Lukaku       |     |
| 10    | DEL   | Lautaro Martínez    | 78' |
| D. T. | D. T. | Antonio Conte       |     |

| 11 | DEL | Munir             | 71' |
| 22 | MED | Franco Vázquez    | 78' |
| 51 | DEL | Youssef En-Nesyri | 85' |
| 17 | MED | Nemanja Gudelj    | 86' |

| 24 | MED | Christian Eriksen | 78' |
| 7  | DEL | Alexis Sánchez    | 78' |
| 11 | MED | Victor Moses      | 78' |
| 87 | MED | Antonio Candreva  | 90' |

| 12' · 33' · 74' | Luuk de Jong Romelu Lukaku | 1:1 2:1 3:2 |

| 5' · 35' | Romelu Lukaku Diego Godín | 0:1 2:2 |

| 4' · 45' | Diego Carlos Éver Banega |

| 41' · 55' · 73' | Nicolò Barella Alessandro Bastoni Roberto Gagliardini |

| Principal  | Danny Makkelie          |
| Asistentes | Mario Diks              |
|            | Hessel Steegstra        |
| Cuarto     | Anastasios Sidiropoulos |

| VAR            | Jochem Kamphuis  |
| Asistentes VAR | Kevin Blom       |
|                | Paweł Gil        |
|                | Paweł Sokolnicki |

|                    |     |     |
| Tiros              | 14  | 9   |
| Tiros a puerta     | 6   | 5   |
| Faltas             | 16  | 19  |
| Saques de esquina  | 1   | 2   |
| Fueras de juego    | 0   | 2   |
| Posesión del balón | 47% | 53% |

| Alineación inicial |

|                            |
| Bandera de España          |
| Campeón Sevilla 6.º título |

## Estadísticas

### Tabla de goleadores
Nota: No contabilizados los partidos y goles en rondas previas. Indicados en negrita jugadores en activo en la competición. Nombres y banderas de equipos en la época.
| Pos. | Jugador         | Goles | Part. (Min.) | Prom. |  | Club                                   |
| ---- | --------------- | ----- | ------------ | ----- |  | -------------------------------------- |
| 1    | Bruno Fernandes | 8     | 9 (721')     | 0.77  |  | Manchester United / Sporting de Lisboa |
| 2    | Romelu Lukaku   | 7     | 6 (449')     | 1.20  |  | Inter de Milán                         |
| 3    | Diogo Jota      | 6     | 8 (373')     | 0.75  |  | Wolverhampton                          |
| 4    | Andraž Šporar   | 6     | 8 (718')     | 0.75  |  | Sporting de Lisboa                     |
| 5    | Daichi Kamada   | 6     | 8 (738')     | 0.75  |  | Eintracht Frankfurt                    |
| 6    | Alfredo Morelos | 6     | 8 (792')     | 0.75  |  | Rangers                                |
| 7    | Edin Višća      | 6     | 8 (930')     | 0.75  |  | Istanbul Başakşehir                    |

### Jugadores con tres o más goles en un partido
| Pos. | Jugador          | Goles | Fecha                    | Local               |                       | Resultado |                       | Visitante          | Reporte                |
| ---- | ---------------- | ----- | ------------------------ | ------------------- | --------------------- | --------- | --------------------- | ------------------ | ---------------------- |
| 1    | Claudiu Keșerü   | 3     | 19 de septiembre de 2019 | Ludogorets Razgrad  | Bandera de Bulgaria   | 5 - 1     | Bandera de Rusia      | CSKA Moscú         | Jornada 1              |
| 2    | Munir El Haddadi | 3     | 7 de noviembre de 2019   | Dudelange           | Bandera de Luxemburgo | 2 - 5     | Bandera de España     | Sevilla            | Jornada 4              |
| 3    | Daichi Kamada    | 3     | 20 de febrero de 2020    | Eintracht Frankfurt | Bandera de Alemania   | 4 - 1     | Bandera de Austria    | Red Bull Salzburgo | Dieciseisavos de final |
| 4    | Diogo Jota       | 3     | 20 de febrero de 2020    | Wolverhampton       | Bandera de Inglaterra | 4 - 0     | Bandera de España     | Espanyol           | Dieciseisavos de final |
| 5    | Jonathan Calleri | 3     | 27 de febrero de 2020    | Espanyol            | Bandera de España     | 3 - 2     | Bandera de Inglaterra | Wolverhampton      | Dieciseisavos de final |